# Liste des planètes mineures non numérotées découvertes en août 2019
Pour un article plus général, voir Liste des planètes mineures non numérotées découvertes en 2019.
Pour un article plus général, voir Liste des planètes mineures.
Cet article dresse la liste des planètes mineures (astéroïdes, centaures, objets transneptuniens et assimilés) non numérotées découvertes en août 2019 dans l'ordre de leur découverte.
Au 15 janvier 2025, 661 077 des 1 434 993 planètes mineures répertoriées par le Centre des planètes mineures ne sont pas encore numérotées, soit 46,07 %.

## Rappel concernant la désignation provisoire
La désignation provisoire indique l'ordre de découverte de ces objets. En effet, cette désignation est composée de l'année de découverte (par exemple 2019) suivie de la quinzaine (demi-mois) de découverte (p.e. A = 1-15 janvier) puis de l'ordre de découverte dans cette quinzaine. Cet ordre est indiqué par une lettre et éventuellement un chiffre comme suit : A pour la première découverte, B pour la deuxième, ..., Z pour la 25e (le I n'est pas utilisé pour éviter la confusion avec 1), A1 pour la 26e, B1 pour la 27e, etc. , Z1 pour la 50e, A2 pour la 51e, B2 pour la 52e, etc. L'ordre de la numérotation ne suit donc pas l'ordre alphanumérique. 2019 AA1 suit ainsi 2019 AZ et précède 2019 AB1.

## Listes

### Du1erau 15 août 2019
- 2019 PA
- 2019 PC
- 2019 PD
- 2019 PE
- 2019 PF
- 2019 PG
- 2019 PH
- 2019 PJ
- 2019 PK
- 2019 PL
- 2019 PM
- 2019 PN
- 2019 PO
- 2019 PP
- 2019 PT
- 2019 PU
- 2019 PV
- 2019 PW
- 2019 PX
- 2019 PY
- 2019 PZ
- 2019 PB1
- 2019 PC1
- 2019 PD1
- 2019 PE1
- 2019 PF1
- 2019 PG1
- 2019 PH1
- 2019 PJ1
- 2019 PK1
- 2019 PL1
- 2019 PM1
- 2019 PN1
- 2019 PO1
- 2019 PP1
- 2019 PQ1
- 2019 PR1
- 2019 PS1
- 2019 PT1
- 2019 PU1
- 2019 PV1
- 2019 PW1
- 2019 PX1
- 2019 PY1
- 2019 PZ1
- 2019 PA2
- 2019 PB2
- 2019 PC2
- 2019 PD2
- 2019 PE2
- 2019 PG2
- 2019 PH2
- 2019 PK2
- 2019 PL2
- 2019 PM2
- 2019 PN2
- 2019 PO2
- 2019 PP2
- 2019 PQ2
- 2019 PR2
- 2019 PS2
- 2019 PT2
- 2019 PU2
- 2019 PV2
- 2019 PW2
- 2019 PX2
- 2019 PY2
- 2019 PZ2
- 2019 PA3
- 2019 PB3
- 2019 PC3
- 2019 PD3
- 2019 PE3
- 2019 PF3
- 2019 PH3
- 2019 PJ3
- 2019 PK3
- 2019 PN3
- 2019 PO3
- 2019 PP3
- 2019 PQ3
- 2019 PT3
- 2019 PV3
- 2019 PW3
- 2019 PX3
- 2019 PY3
- 2019 PZ3
- 2019 PC4
- 2019 PD4
- 2019 PE4
- 2019 PG4
- 2019 PH4
- 2019 PK4
- 2019 PL4
- 2019 PN4
- 2019 PO4
- 2019 PP4
- 2019 PR4
- 2019 PT4
- 2019 PV4
- 2019 PW4
- 2019 PB5
- 2019 PC5
- 2019 PD5
- 2019 PE5
- 2019 PF5
- 2019 PH5
- 2019 PJ5
- 2019 PK5
- 2019 PL5
- 2019 PM5
- 2019 PN5
- 2019 PP5
- 2019 PR5
- 2019 PT5
- 2019 PU5
- 2019 PV5
- 2019 PX5
- 2019 PY5
- 2019 PZ5
- 2019 PA6
- 2019 PB6
- 2019 PD6
- 2019 PE6
- 2019 PF6
- 2019 PG6
- 2019 PJ6
- 2019 PK6
- 2019 PL6
- 2019 PM6
- 2019 PN6
- 2019 PP6
- 2019 PR6
- 2019 PS6
- 2019 PT6
- 2019 PW6
- 2019 PY6
- 2019 PA7
- 2019 PB7
- 2019 PC7
- 2019 PD7
- 2019 PE7
- 2019 PF7
- 2019 PG7
- 2019 PK7
- 2019 PL7
- 2019 PM7
- 2019 PN7
- 2019 PO7
- 2019 PS7
- 2019 PU7
- 2019 PV7
- 2019 PW7
- 2019 PX7
- 2019 PZ7
- 2019 PB8
- 2019 PC8
- 2019 PD8
- 2019 PE8
- 2019 PF8
- 2019 PG8
- 2019 PH8
- 2019 PJ8
- 2019 PK8
- 2019 PL8
- 2019 PM8
- 2019 PN8
- 2019 PP8
- 2019 PR8
- 2019 PS8
- 2019 PT8
- 2019 PU8
- 2019 PV8
- 2019 PW8
- 2019 PX8
- 2019 PY8
- 2019 PZ8
- 2019 PA9
- 2019 PC9
- 2019 PD9
- 2019 PE9
- 2019 PF9
- 2019 PG9
- 2019 PH9
- 2019 PJ9
- 2019 PK9
- 2019 PM9
- 2019 PN9
- 2019 PO9
- 2019 PP9
- 2019 PQ9
- 2019 PR9
- 2019 PS9
- 2019 PT9
- 2019 PU9
- 2019 PV9
- 2019 PY9
- 2019 PA10
- 2019 PB10
- 2019 PC10
- 2019 PD10
- 2019 PE10
- 2019 PF10
- 2019 PG10
- 2019 PJ10
- 2019 PK10
- 2019 PL10
- 2019 PM10
- 2019 PN10
- 2019 PO10
- 2019 PP10
- 2019 PR10
- 2019 PT10
- 2019 PU10
- 2019 PV10
- 2019 PZ10
- 2019 PA11
- 2019 PC11
- 2019 PD11
- 2019 PG11
- 2019 PO11
- 2019 PP11
- 2019 PQ11
- 2019 PR11
- 2019 PS11
- 2019 PT11
- 2019 PV11
- 2019 PW11
- 2019 PZ11
- 2019 PB12
- 2019 PC12
- 2019 PD12
- 2019 PF12
- 2019 PG12
- 2019 PH12
- 2019 PK12
- 2019 PL12
- 2019 PM12
- 2019 PN12
- 2019 PQ12
- 2019 PR12
- 2019 PS12
- 2019 PT12
- 2019 PW12
- 2019 PX12
- 2019 PY12
- 2019 PZ12
- 2019 PA13
- 2019 PB13
- 2019 PC13
- 2019 PD13
- 2019 PF13
- 2019 PH13
- 2019 PL13
- 2019 PM13
- 2019 PN13
- 2019 PO13
- 2019 PP13
- 2019 PQ13
- 2019 PR13
- 2019 PT13
- 2019 PU13
- 2019 PV13
- 2019 PW13
- 2019 PX13
- 2019 PY13
- 2019 PZ13
- 2019 PA14
- 2019 PB14
- 2019 PC14
- 2019 PD14
- 2019 PE14
- 2019 PF14
- 2019 PG14
- 2019 PH14
- 2019 PJ14
- 2019 PK14
- 2019 PL14
- 2019 PM14
- 2019 PN14
- 2019 PO14
- 2019 PP14
- 2019 PQ14
- 2019 PR14
- 2019 PS14
- 2019 PU14
- 2019 PV14
- 2019 PX14
- 2019 PZ14
- 2019 PA15
- 2019 PB15
- 2019 PC15
- 2019 PD15
- 2019 PE15
- 2019 PF15
- 2019 PG15
- 2019 PJ15
- 2019 PK15
- 2019 PL15
- 2019 PM15
- 2019 PN15
- 2019 PO15
- 2019 PP15
- 2019 PQ15
- 2019 PR15
- 2019 PS15
- 2019 PT15
- 2019 PU15
- 2019 PV15
- 2019 PW15
- 2019 PY15
- 2019 PZ15
- 2019 PA16
- 2019 PB16
- 2019 PC16
- 2019 PD16
- 2019 PE16
- 2019 PF16
- 2019 PG16
- 2019 PH16
- 2019 PJ16
- 2019 PL16
- 2019 PM16
- 2019 PN16
- 2019 PO16
- 2019 PQ16
- 2019 PS16
- 2019 PT16
- 2019 PV16
- 2019 PW16
- 2019 PX16
- 2019 PY16
- 2019 PZ16
- 2019 PA17
- 2019 PB17
- 2019 PC17
- 2019 PD17
- 2019 PE17
- 2019 PF17
- 2019 PG17
- 2019 PH17
- 2019 PJ17
- 2019 PK17
- 2019 PL17
- 2019 PM17
- 2019 PN17
- 2019 PQ17
- 2019 PS17
- 2019 PU17
- 2019 PV17
- 2019 PW17
- 2019 PX17
- 2019 PY17
- 2019 PA18
- 2019 PB18
- 2019 PC18
- 2019 PD18
- 2019 PE18
- 2019 PF18
- 2019 PH18
- 2019 PL18
- 2019 PM18
- 2019 PN18
- 2019 PO18
- 2019 PQ18
- 2019 PR18
- 2019 PS18
- 2019 PT18
- 2019 PU18
- 2019 PV18
- 2019 PW18
- 2019 PX18
- 2019 PY18
- 2019 PB19
- 2019 PC19
- 2019 PD19
- 2019 PE19
- 2019 PF19
- 2019 PG19
- 2019 PJ19
- 2019 PK19
- 2019 PL19
- 2019 PM19
- 2019 PN19
- 2019 PO19
- 2019 PP19
- 2019 PR19
- 2019 PV19
- 2019 PW19
- 2019 PX19
- 2019 PY19
- 2019 PB20
- 2019 PC20
- 2019 PD20
- 2019 PE20
- 2019 PF20
- 2019 PG20
- 2019 PH20
- 2019 PK20
- 2019 PL20
- 2019 PM20
- 2019 PN20
- 2019 PO20
- 2019 PP20
- 2019 PQ20
- 2019 PR20
- 2019 PS20
- 2019 PU20
- 2019 PV20
- 2019 PW20
- 2019 PY20
- 2019 PZ20
- 2019 PA21
- 2019 PB21
- 2019 PC21
- 2019 PD21
- 2019 PE21
- 2019 PF21
- 2019 PG21
- 2019 PH21
- 2019 PJ21
- 2019 PL21
- 2019 PM21
- 2019 PN21
- 2019 PO21
- 2019 PP21
- 2019 PQ21
- 2019 PR21
- 2019 PS21
- 2019 PT21
- 2019 PU21
- 2019 PV21
- 2019 PW21
- 2019 PX21
- 2019 PY21
- 2019 PZ21
- 2019 PA22
- 2019 PB22
- 2019 PC22
- 2019 PD22
- 2019 PE22
- 2019 PF22
- 2019 PG22
- 2019 PH22
- 2019 PJ22
- 2019 PK22
- 2019 PL22
- 2019 PM22
- 2019 PN22
- 2019 PO22
- 2019 PP22
- 2019 PR22
- 2019 PS22
- 2019 PT22
- 2019 PU22
- 2019 PV22
- 2019 PW22
- 2019 PX22
- 2019 PY22
- 2019 PZ22
- 2019 PA23
- 2019 PB23
- 2019 PC23
- 2019 PD23
- 2019 PE23
- 2019 PF23
- 2019 PH23
- 2019 PJ23
- 2019 PK23
- 2019 PL23
- 2019 PM23
- 2019 PN23
- 2019 PO23
- 2019 PP23
- 2019 PQ23
- 2019 PR23
- 2019 PS23
- 2019 PT23
- 2019 PU23
- 2019 PV23
- 2019 PW23
- 2019 PX23
- 2019 PY23
- 2019 PZ23
- 2019 PA24
- 2019 PB24
- 2019 PC24
- 2019 PD24
- 2019 PE24
- 2019 PF24
- 2019 PG24
- 2019 PH24
- 2019 PJ24
- 2019 PK24
- 2019 PL24
- 2019 PM24
- 2019 PN24
- 2019 PO24
- 2019 PQ24
- 2019 PR24
- 2019 PS24
- 2019 PT24
- 2019 PU24
- 2019 PV24
- 2019 PW24
- 2019 PX24
- 2019 PY24
- 2019 PZ24
- 2019 PA25
- 2019 PB25
- 2019 PC25
- 2019 PD25
- 2019 PE25
- 2019 PF25
- 2019 PG25
- 2019 PH25
- 2019 PJ25
- 2019 PL25
- 2019 PM25
- 2019 PN25
- 2019 PO25
- 2019 PP25
- 2019 PQ25
- 2019 PR25
- 2019 PT25
- 2019 PU25
- 2019 PV25
- 2019 PW25
- 2019 PX25
- 2019 PY25
- 2019 PZ25
- 2019 PA26
- 2019 PB26
- 2019 PC26
- 2019 PD26
- 2019 PE26
- 2019 PF26
- 2019 PG26
- 2019 PH26
- 2019 PJ26
- 2019 PL26
- 2019 PM26
- 2019 PP26
- 2019 PQ26
- 2019 PR26
- 2019 PS26
- 2019 PT26
- 2019 PW26
- 2019 PY26
- 2019 PZ26
- 2019 PA27
- 2019 PB27
- 2019 PC27
- 2019 PE27
- 2019 PF27
- 2019 PG27
- 2019 PH27
- 2019 PJ27
- 2019 PK27
- 2019 PL27
- 2019 PM27
- 2019 PN27
- 2019 PO27
- 2019 PP27
- 2019 PQ27
- 2019 PR27
- 2019 PS27
- 2019 PT27
- 2019 PV27
- 2019 PW27
- 2019 PX27
- 2019 PY27
- 2019 PZ27
- 2019 PB28
- 2019 PC28
- 2019 PD28
- 2019 PE28
- 2019 PF28
- 2019 PG28
- 2019 PH28
- 2019 PJ28
- 2019 PK28
- 2019 PL28
- 2019 PM28
- 2019 PN28
- 2019 PO28
- 2019 PP28
- 2019 PR28
- 2019 PT28
- 2019 PU28
- 2019 PV28
- 2019 PW28
- 2019 PX28
- 2019 PY28
- 2019 PZ28
- 2019 PA29
- 2019 PB29
- 2019 PD29
- 2019 PF29
- 2019 PG29
- 2019 PH29
- 2019 PJ29
- 2019 PK29
- 2019 PL29
- 2019 PM29
- 2019 PN29
- 2019 PQ29
- 2019 PR29
- 2019 PS29
- 2019 PT29
- 2019 PU29
- 2019 PV29
- 2019 PX29
- 2019 PB30
- 2019 PC30
- 2019 PD30
- 2019 PE30
- 2019 PG30
- 2019 PH30
- 2019 PJ30
- 2019 PK30
- 2019 PL30
- 2019 PN30
- 2019 PO30
- 2019 PP30
- 2019 PR30
- 2019 PS30
- 2019 PT30
- 2019 PU30
- 2019 PV30
- 2019 PW30
- 2019 PX30
- 2019 PY30
- 2019 PZ30
- 2019 PA31
- 2019 PC31
- 2019 PD31
- 2019 PE31
- 2019 PG31
- 2019 PH31
- 2019 PJ31
- 2019 PK31
- 2019 PL31
- 2019 PM31
- 2019 PO31
- 2019 PP31
- 2019 PQ31
- 2019 PR31
- 2019 PS31
- 2019 PT31
- 2019 PU31
- 2019 PV31
- 2019 PW31
- 2019 PX31
- 2019 PY31
- 2019 PZ31
- 2019 PA32
- 2019 PB32
- 2019 PC32
- 2019 PD32
- 2019 PE32
- 2019 PF32
- 2019 PG32
- 2019 PH32
- 2019 PK32
- 2019 PL32
- 2019 PM32
- 2019 PN32
- 2019 PP32
- 2019 PS32
- 2019 PW32
- 2019 PA33
- 2019 PB33
- 2019 PD33
- 2019 PF33
- 2019 PG33
- 2019 PH33
- 2019 PJ33
- 2019 PK33
- 2019 PL33
- 2019 PM33
- 2019 PU33
- 2019 PY33
- 2019 PZ33
- 2019 PC34
- 2019 PE34
- 2019 PF34
- 2019 PH34
- 2019 PK34
- 2019 PL34
- 2019 PN34
- 2019 PO34
- 2019 PP34
- 2019 PQ34
- 2019 PR34
- 2019 PS34
- 2019 PT34
- 2019 PU34
- 2019 PW34
- 2019 PX34
- 2019 PY34
- 2019 PZ34
- 2019 PA35
- 2019 PB35
- 2019 PC35
- 2019 PD35
- 2019 PE35
- 2019 PF35
- 2019 PH35
- 2019 PJ35
- 2019 PK35
- 2019 PL35
- 2019 PM35
- 2019 PN35
- 2019 PO35
- 2019 PP35
- 2019 PQ35
- 2019 PS35
- 2019 PT35
- 2019 PU35
- 2019 PW35
- 2019 PX35
- 2019 PY35
- 2019 PZ35
- 2019 PA36
- 2019 PB36
- 2019 PC36
- 2019 PD36
- 2019 PE36
- 2019 PG36
- 2019 PH36
- 2019 PJ36
- 2019 PK36
- 2019 PN36
- 2019 PO36
- 2019 PP36
- 2019 PQ36
- 2019 PS36
- 2019 PT36
- 2019 PU36
- 2019 PV36
- 2019 PW36
- 2019 PX36
- 2019 PY36
- 2019 PZ36
- 2019 PA37
- 2019 PB37
- 2019 PD37
- 2019 PE37
- 2019 PF37
- 2019 PG37
- 2019 PH37
- 2019 PJ37
- 2019 PK37
- 2019 PL37
- 2019 PN37
- 2019 PO37
- 2019 PP37
- 2019 PQ37
- 2019 PS37
- 2019 PT37
- 2019 PU37
- 2019 PV37
- 2019 PW37
- 2019 PX37
- 2019 PY37
- 2019 PZ37
- 2019 PA38
- 2019 PC38
- 2019 PD38
- 2019 PE38
- 2019 PF38
- 2019 PG38
- 2019 PH38
- 2019 PJ38
- 2019 PK38
- 2019 PL38
- 2019 PM38
- 2019 PN38
- 2019 PO38
- 2019 PP38
- 2019 PQ38
- 2019 PR38
- 2019 PS38
- 2019 PT38
- 2019 PU38
- 2019 PV38
- 2019 PW38
- 2019 PX38
- 2019 PY38
- 2019 PZ38
- 2019 PA39
- 2019 PB39
- 2019 PC39
- 2019 PD39
- 2019 PE39
- 2019 PF39
- 2019 PG39
- 2019 PH39
- 2019 PJ39
- 2019 PK39
- 2019 PL39
- 2019 PM39
- 2019 PN39
- 2019 PO39
- 2019 PP39
- 2019 PQ39
- 2019 PR39
- 2019 PS39
- 2019 PT39
- 2019 PU39
- 2019 PV39
- 2019 PW39
- 2019 PX39
- 2019 PZ39
- 2019 PA40
- 2019 PB40
- 2019 PC40
- 2019 PD40
- 2019 PE40
- 2019 PF40
- 2019 PG40
- 2019 PH40
- 2019 PJ40
- 2019 PK40
- 2019 PL40
- 2019 PN40
- 2019 PO40
- 2019 PP40
- 2019 PQ40
- 2019 PR40
- 2019 PS40
- 2019 PT40
- 2019 PU40
- 2019 PV40
- 2019 PW40
- 2019 PX40
- 2019 PY40
- 2019 PZ40
- 2019 PA41
- 2019 PC41
- 2019 PD41
- 2019 PE41
- 2019 PF41
- 2019 PG41
- 2019 PH41
- 2019 PJ41
- 2019 PK41
- 2019 PL41
- 2019 PN41
- 2019 PO41
- 2019 PP41
- 2019 PQ41
- 2019 PV41
- 2019 PW41
- 2019 PX41
- 2019 PY41
- 2019 PZ41
- 2019 PA42
- 2019 PB42
- 2019 PC42
- 2019 PD42
- 2019 PE42
- 2019 PF42
- 2019 PG42
- 2019 PH42
- 2019 PJ42
- 2019 PK42
- 2019 PL42
- 2019 PM42
- 2019 PN42
- 2019 PO42
- 2019 PP42
- 2019 PQ42
- 2019 PR42
- 2019 PT42
- 2019 PU42
- 2019 PV42
- 2019 PW42
- 2019 PX42
- 2019 PY42
- 2019 PZ42
- 2019 PA43
- 2019 PB43
- 2019 PC43
- 2019 PD43
- 2019 PE43
- 2019 PF43
- 2019 PG43
- 2019 PH43
- 2019 PJ43
- 2019 PK43
- 2019 PL43
- 2019 PM43
- 2019 PN43
- 2019 PO43
- 2019 PP43
- 2019 PQ43
- 2019 PR43
- 2019 PS43
- 2019 PT43
- 2019 PU43
- 2019 PV43
- 2019 PX43
- 2019 PY43
- 2019 PZ43
- 2019 PA44
- 2019 PB44
- 2019 PC44
- 2019 PD44
- 2019 PE44
- 2019 PF44
- 2019 PG44
- 2019 PH44
- 2019 PJ44
- 2019 PK44
- 2019 PL44
- 2019 PM44
- 2019 PN44
- 2019 PO44
- 2019 PP44
- 2019 PQ44
- 2019 PR44
- 2019 PS44
- 2019 PT44
- 2019 PU44
- 2019 PW44
- 2019 PY44
- 2019 PZ44
- 2019 PA45
- 2019 PB45
- 2019 PG45
- 2019 PK45
- 2019 PL45
- 2019 PM45
- 2019 PN45
- 2019 PP45
- 2019 PR45
- 2019 PS45
- 2019 PT45
- 2019 PU45
- 2019 PV45
- 2019 PW45
- 2019 PX45
- 2019 PC46
- 2019 PD46
- 2019 PE46
- 2019 PF46
- 2019 PG46
- 2019 PH46
- 2019 PJ46
- 2019 PK46
- 2019 PL46
- 2019 PM46
- 2019 PN46
- 2019 PO46
- 2019 PP46
- 2019 PQ46
- 2019 PR46
- 2019 PS46
- 2019 PT46
- 2019 PU46
- 2019 PV46
- 2019 PW46
- 2019 PX46
- 2019 PY46
- 2019 PZ46
- 2019 PA47
- 2019 PB47
- 2019 PC47
- 2019 PD47
- 2019 PE47
- 2019 PF47
- 2019 PG47
- 2019 PH47
- 2019 PJ47
- 2019 PK47
- 2019 PL47
- 2019 PM47
- 2019 PN47
- 2019 PO47
- 2019 PP47
- 2019 PQ47
- 2019 PR47
- 2019 PS47
- 2019 PT47
- 2019 PU47
- 2019 PV47
- 2019 PW47
- 2019 PX47
- 2019 PY47
- 2019 PZ47
- 2019 PA48
- 2019 PB48
- 2019 PC48
- 2019 PD48
- 2019 PE48
- 2019 PF48
- 2019 PG48
- 2019 PH48
- 2019 PJ48
- 2019 PK48
- 2019 PL48
- 2019 PM48
- 2019 PN48
- 2019 PO48
- 2019 PP48
- 2019 PQ48
- 2019 PR48
- 2019 PS48
- 2019 PU48
- 2019 PV48
- 2019 PW48
- 2019 PX48
- 2019 PY48
- 2019 PZ48
- 2019 PA49
- 2019 PB49
- 2019 PC49
- 2019 PD49
- 2019 PE49
- 2019 PF49
- 2019 PH49
- 2019 PJ49
- 2019 PK49
- 2019 PL49
- 2019 PM49
- 2019 PN49
- 2019 PO49
- 2019 PP49
- 2019 PQ49
- 2019 PR49
- 2019 PS49
- 2019 PT49
- 2019 PU49
- 2019 PV49
- 2019 PW49
- 2019 PX49
- 2019 PY49
- 2019 PZ49
- 2019 PA50
- 2019 PB50
- 2019 PD50
- 2019 PE50
- 2019 PF50
- 2019 PG50
- 2019 PH50
- 2019 PJ50
- 2019 PK50
- 2019 PL50
- 2019 PN50
- 2019 PO50
- 2019 PP50
- 2019 PQ50
- 2019 PR50
- 2019 PS50
- 2019 PT50
- 2019 PU50
- 2019 PV50
- 2019 PW50
- 2019 PX50
- 2019 PY50
- 2019 PZ50
- 2019 PA51
- 2019 PB51
- 2019 PC51
- 2019 PE51
- 2019 PF51
- 2019 PG51
- 2019 PH51
- 2019 PJ51
- 2019 PM51
- 2019 PN51
- 2019 PQ51
- 2019 PR51
- 2019 PS51
- 2019 PT51
- 2019 PU51
- 2019 PV51
- 2019 PW51
- 2019 PX51
- 2019 PY51
- 2019 PZ51
- 2019 PA52
- 2019 PB52
- 2019 PC52
- 2019 PD52
- 2019 PE52
- 2019 PF52
- 2019 PG52
- 2019 PH52
- 2019 PJ52
- 2019 PK52
- 2019 PL52
- 2019 PM52
- 2019 PN52
- 2019 PO52
- 2019 PP52
- 2019 PQ52
- 2019 PR52
- 2019 PS52
- 2019 PT52
- 2019 PU52
- 2019 PV52
- 2019 PW52
- 2019 PX52
- 2019 PY52
- 2019 PZ52
- 2019 PA53
- 2019 PB53
- 2019 PC53
- 2019 PD53
- 2019 PE53
- 2019 PF53
- 2019 PG53
- 2019 PH53
- 2019 PJ53
- 2019 PK53
- 2019 PM53
- 2019 PN53
- 2019 PO53
- 2019 PP53
- 2019 PQ53
- 2019 PR53
- 2019 PS53
- 2019 PT53
- 2019 PU53
- 2019 PV53
- 2019 PW53
- 2019 PX53
- 2019 PY53
- 2019 PZ53
- 2019 PA54
- 2019 PB54
- 2019 PC54
- 2019 PD54
- 2019 PE54
- 2019 PG54
- 2019 PH54
- 2019 PJ54
- 2019 PK54
- 2019 PL54
- 2019 PM54
- 2019 PN54
- 2019 PO54
- 2019 PP54
- 2019 PQ54
- 2019 PR54
- 2019 PS54
- 2019 PT54
- 2019 PU54
- 2019 PV54
- 2019 PW54
- 2019 PX54
- 2019 PY54
- 2019 PA55
- 2019 PB55
- 2019 PC55
- 2019 PD55
- 2019 PE55
- 2019 PF55
- 2019 PG55
- 2019 PH55
- 2019 PJ55
- 2019 PK55
- 2019 PL55
- 2019 PM55
- 2019 PN55
- 2019 PO55
- 2019 PR55
- 2019 PS55
- 2019 PT55
- 2019 PU55
- 2019 PV55
- 2019 PW55
- 2019 PX55
- 2019 PY55
- 2019 PZ55
- 2019 PA56
- 2019 PB56
- 2019 PF56
- 2019 PG56
- 2019 PJ56
- 2019 PK56
- 2019 PL56
- 2019 PM56
- 2019 PO56
- 2019 PP56
- 2019 PS56
- 2019 PT56
- 2019 PV56
- 2019 PW56
- 2019 PX56
- 2019 PY56
- 2019 PZ56
- 2019 PA57
- 2019 PB57
- 2019 PC57
- 2019 PD57
- 2019 PE57
- 2019 PF57
- 2019 PG57
- 2019 PJ57
- 2019 PK57
- 2019 PL57
- 2019 PM57
- 2019 PN57
- 2019 PO57
- 2019 PP57
- 2019 PQ57
- 2019 PS57
- 2019 PT57
- 2019 PU57
- 2019 PV57
- 2019 PX57
- 2019 PY57
- 2019 PZ57
- 2019 PA58
- 2019 PB58
- 2019 PC58
- 2019 PD58
- 2019 PE58
- 2019 PF58
- 2019 PG58
- 2019 PH58
- 2019 PJ58
- 2019 PK58
- 2019 PL58
- 2019 PM58
- 2019 PN58
- 2019 PO58
- 2019 PP58
- 2019 PQ58
- 2019 PR58
- 2019 PS58
- 2019 PT58
- 2019 PU58
- 2019 PV58
- 2019 PW58
- 2019 PX58
- 2019 PY58
- 2019 PZ58
- 2019 PA59
- 2019 PB59
- 2019 PC59
- 2019 PD59
- 2019 PE59
- 2019 PF59
- 2019 PH59
- 2019 PJ59
- 2019 PK59
- 2019 PL59
- 2019 PM59
- 2019 PN59
- 2019 PO59
- 2019 PP59
- 2019 PQ59
- 2019 PR59
- 2019 PS59
- 2019 PT59
- 2019 PU59
- 2019 PV59
- 2019 PW59
- 2019 PX59
- 2019 PY59
- 2019 PZ59
- 2019 PA60
- 2019 PB60
- 2019 PC60
- 2019 PD60
- 2019 PE60
- 2019 PF60
- 2019 PG60
- 2019 PH60
- 2019 PJ60
- 2019 PK60
- 2019 PL60
- 2019 PM60
- 2019 PN60
- 2019 PO60
- 2019 PP60
- 2019 PQ60
- 2019 PR60
- 2019 PS60
- 2019 PT60
- 2019 PU60
- 2019 PV60
- 2019 PY60
- 2019 PZ60
- 2019 PA61
- 2019 PB61
- 2019 PC61
- 2019 PD61
- 2019 PE61
- 2019 PF61
- 2019 PG61
- 2019 PH61
- 2019 PJ61
- 2019 PK61
- 2019 PL61
- 2019 PM61
- 2019 PN61
- 2019 PO61
- 2019 PQ61
- 2019 PR61
- 2019 PS61
- 2019 PT61
- 2019 PU61
- 2019 PV61
- 2019 PW61
- 2019 PX61
- 2019 PY61
- 2019 PZ61
- 2019 PA62
- 2019 PB62
- 2019 PC62
- 2019 PD62
- 2019 PE62
- 2019 PF62
- 2019 PG62
- 2019 PH62
- 2019 PJ62
- 2019 PK62
- 2019 PL62
- 2019 PM62
- 2019 PN62
- 2019 PO62
- 2019 PP62
- 2019 PQ62
- 2019 PR62
- 2019 PS62
- 2019 PT62
- 2019 PU62
- 2019 PV62
- 2019 PW62
- 2019 PX62
- 2019 PY62
- 2019 PZ62
- 2019 PA63
- 2019 PB63
- 2019 PC63
- 2019 PD63
- 2019 PE63
- 2019 PF63
- 2019 PG63
- 2019 PH63
- 2019 PJ63
- 2019 PK63
- 2019 PL63
- 2019 PM63
- 2019 PN63
- 2019 PO63
- 2019 PP63
- 2019 PQ63
- 2019 PR63
- 2019 PS63
- 2019 PT63
- 2019 PU63
- 2019 PW63
- 2019 PY63
- 2019 PZ63
- 2019 PA64
- 2019 PB64
- 2019 PC64
- 2019 PD64
- 2019 PE64
- 2019 PF64
- 2019 PG64
- 2019 PH64
- 2019 PJ64
- 2019 PK64
- 2019 PM64
- 2019 PN64
- 2019 PO64
- 2019 PQ64
- 2019 PR64
- 2019 PS64
- 2019 PT64
- 2019 PV64
- 2019 PW64
- 2019 PX64
- 2019 PY64
- 2019 PZ64
- 2019 PA65
- 2019 PB65
- 2019 PC65
- 2019 PE65
- 2019 PF65
- 2019 PG65
- 2019 PH65
- 2019 PJ65
- 2019 PL65
- 2019 PM65
- 2019 PO65
- 2019 PP65
- 2019 PS65
- 2019 PT65
- 2019 PV65
- 2019 PW65
- 2019 PX65
- 2019 PY65
- 2019 PZ65
- 2019 PA66
- 2019 PB66
- 2019 PC66
- 2019 PD66
- 2019 PE66
- 2019 PF66
- 2019 PG66
- 2019 PH66
- 2019 PJ66
- 2019 PK66
- 2019 PL66
- 2019 PM66
- 2019 PN66
- 2019 PO66
- 2019 PP66
- 2019 PQ66
- 2019 PR66
- 2019 PS66
- 2019 PT66
- 2019 PU66
- 2019 PV66
- 2019 PW66
- 2019 PX66
- 2019 PY66
- 2019 PZ66
- 2019 PA67
- 2019 PB67
- 2019 PC67
- 2019 PD67
- 2019 PE67
- 2019 PF67
- 2019 PG67
- 2019 PH67
- 2019 PJ67
- 2019 PK67
- 2019 PL67
- 2019 PM67
- 2019 PO67
- 2019 PP67
- 2019 PR67
- 2019 PT67
- 2019 PU67
- 2019 PX67
- 2019 PY67
- 2019 PZ67
- 2019 PA68
- 2019 PD68
- 2019 PG68
- 2019 PH68
- 2019 PJ68
- 2019 PN68
- 2019 PO68
- 2019 PQ68
- 2019 PS68
- 2019 PW68
- 2019 PX68
- 2019 PY68
- 2019 PZ68
- 2019 PA69
- 2019 PC69
- 2019 PD69
- 2019 PE69
- 2019 PG69
- 2019 PH69
- 2019 PJ69
- 2019 PK69
- 2019 PL69
- 2019 PM69
- 2019 PP69
- 2019 PQ69
- 2019 PR69
- 2019 PS69
- 2019 PT69
- 2019 PU69
- 2019 PW69
- 2019 PX69
- 2019 PY69
- 2019 PZ69
- 2019 PA70
- 2019 PB70
- 2019 PC70
- 2019 PF70
- 2019 PG70
- 2019 PH70
- 2019 PJ70
- 2019 PK70
- 2019 PL70
- 2019 PM70
- 2019 PO70
- 2019 PP70
- 2019 PQ70
- 2019 PR70
- 2019 PS70
- 2019 PU70
- 2019 PV70
- 2019 PW70
- 2019 PX70
- 2019 PY70
- 2019 PZ70
- 2019 PA71
- 2019 PB71
- 2019 PE71
- 2019 PF71
- 2019 PG71
- 2019 PJ71
- 2019 PK71
- 2019 PL71
- 2019 PO71
- 2019 PP71
- 2019 PR71
- 2019 PS71
- 2019 PT71
- 2019 PU71
- 2019 PV71
- 2019 PW71
- 2019 PX71
- 2019 PY71
- 2019 PZ71
- 2019 PA72
- 2019 PB72
- 2019 PC72
- 2019 PD72
- 2019 PE72
- 2019 PF72
- 2019 PG72
- 2019 PH72
- 2019 PJ72
- 2019 PK72
- 2019 PL72
- 2019 PM72
- 2019 PN72
- 2019 PO72
- 2019 PP72
- 2019 PQ72
- 2019 PR72
- 2019 PS72
- 2019 PT72
- 2019 PU72
- 2019 PV72
- 2019 PW72
- 2019 PX72
- 2019 PY72
- 2019 PZ72
- 2019 PA73
- 2019 PB73
- 2019 PC73
- 2019 PD73
- 2019 PE73
- 2019 PF73
- 2019 PG73
- 2019 PH73
- 2019 PJ73
- 2019 PK73
- 2019 PL73
- 2019 PM73
- 2019 PN73
- 2019 PO73
- 2019 PP73
- 2019 PR73
- 2019 PS73
- 2019 PT73
- 2019 PU73
- 2019 PV73
- 2019 PW73
- 2019 PY73
- 2019 PZ73
- 2019 PA74
- 2019 PB74
- 2019 PC74
- 2019 PD74
- 2019 PE74
- 2019 PF74
- 2019 PG74
- 2019 PH74
- 2019 PJ74
- 2019 PK74
- 2019 PL74
- 2019 PM74
- 2019 PN74
- 2019 PO74
- 2019 PP74
- 2019 PQ74
- 2019 PR74
- 2019 PS74
- 2019 PT74
- 2019 PU74
- 2019 PV74
- 2019 PW74
- 2019 PX74
- 2019 PY74
- 2019 PZ74
- 2019 PA75
- 2019 PB75
- 2019 PC75
- 2019 PD75
- 2019 PE75
- 2019 PF75
- 2019 PG75
- 2019 PH75
- 2019 PJ75
- 2019 PK75
- 2019 PL75
- 2019 PM75
- 2019 PN75
- 2019 PO75
- 2019 PP75
- 2019 PQ75
- 2019 PR75
- 2019 PS75
- 2019 PT75
- 2019 PU75
- 2019 PX75
- 2019 PY75
- 2019 PZ75
- 2019 PA76
- 2019 PB76
- 2019 PC76
- 2019 PD76
- 2019 PE76
- 2019 PF76
- 2019 PG76
- 2019 PH76
- 2019 PJ76
- 2019 PL76
- 2019 PM76
- 2019 PO76
- 2019 PP76
- 2019 PQ76
- 2019 PR76
- 2019 PS76
- 2019 PT76
- 2019 PU76
- 2019 PV76
- 2019 PW76
- 2019 PX76
- 2019 PY76
- 2019 PZ76
- 2019 PA77
- 2019 PB77
- 2019 PC77
- 2019 PD77
- 2019 PE77
- 2019 PF77
- 2019 PG77
- 2019 PH77
- 2019 PJ77
- 2019 PK77
- 2019 PL77
- 2019 PM77
- 2019 PN77
- 2019 PO77
- 2019 PP77
- 2019 PQ77
- 2019 PR77
- 2019 PS77
- 2019 PT77
- 2019 PU77
- 2019 PV77
- 2019 PW77
- 2019 PX77
- 2019 PY77
- 2019 PZ77
- 2019 PA78
- 2019 PB78
- 2019 PC78
- 2019 PD78
- 2019 PE78
- 2019 PF78
- 2019 PG78
- 2019 PH78
- 2019 PJ78
- 2019 PK78
- 2019 PL78
- 2019 PM78
- 2019 PN78
- 2019 PO78
- 2019 PP78
- 2019 PQ78
- 2019 PS78
- 2019 PT78
- 2019 PU78
- 2019 PV78
- 2019 PW78
- 2019 PX78
- 2019 PY78
- 2019 PA79
- 2019 PB79
- 2019 PD79
- 2019 PE79
- 2019 PF79
- 2019 PH79
- 2019 PK79
- 2019 PL79
- 2019 PM79
- 2019 PN79
- 2019 PO79
- 2019 PP79
- 2019 PQ79
- 2019 PR79
- 2019 PS79
- 2019 PT79
- 2019 PU79
- 2019 PV79
- 2019 PW79
- 2019 PX79
- 2019 PY79
- 2019 PZ79
- 2019 PA80
- 2019 PB80
- 2019 PC80
- 2019 PD80
- 2019 PE80
- 2019 PF80
- 2019 PG80
- 2019 PH80
- 2019 PJ80
- 2019 PK80
- 2019 PL80
- 2019 PM80
- 2019 PN80
- 2019 PO80
- 2019 PP80
- 2019 PQ80
- 2019 PR80
- 2019 PS80
- 2019 PT80
- 2019 PU80
- 2019 PV80
- 2019 PW80
- 2019 PX80
- 2019 PY80
- 2019 PZ80
- 2019 PA81
- 2019 PB81
- 2019 PC81
- 2019 PD81
- 2019 PE81
- 2019 PF81
- 2019 PG81
- 2019 PH81
- 2019 PJ81
- 2019 PK81
- 2019 PL81
- 2019 PM81
- 2019 PN81
- 2019 PO81
- 2019 PP81
- 2019 PQ81
- 2019 PR81
- 2019 PS81
- 2019 PT81
- 2019 PU81
- 2019 PV81
- 2019 PW81
- 2019 PX81
- 2019 PY81
- 2019 PZ81
- 2019 PA82
- 2019 PB82
- 2019 PC82
- 2019 PD82
- 2019 PE82
- 2019 PF82
- 2019 PG82
- 2019 PH82
- 2019 PJ82
- 2019 PK82
- 2019 PL82
- 2019 PM82
- 2019 PN82
- 2019 PO82
- 2019 PP82
- 2019 PQ82
- 2019 PR82
- 2019 PS82
- 2019 PT82
- 2019 PU82
- 2019 PV82
- 2019 PW82
- 2019 PX82
- 2019 PY82
- 2019 PZ82
- 2019 PA83
- 2019 PB83
- 2019 PC83
- 2019 PD83
- 2019 PE83
- 2019 PF83
- 2019 PG83
- 2019 PH83
- 2019 PK83
- 2019 PL83
- 2019 PM83
- 2019 PO83
- 2019 PQ83
- 2019 PR83
- 2019 PS83
- 2019 PT83
- 2019 PV83
- 2019 PW83
- 2019 PX83
- 2019 PY83
- 2019 PZ83
- 2019 PA84
- 2019 PB84
- 2019 PC84
- 2019 PD84
- 2019 PE84
- 2019 PF84
- 2019 PG84
- 2019 PH84
- 2019 PJ84
- 2019 PK84
- 2019 PL84
- 2019 PM84
- 2019 PN84
- 2019 PO84
- 2019 PP84
- 2019 PQ84
- 2019 PR84
- 2019 PS84
- 2019 PT84
- 2019 PU84
- 2019 PV84
- 2019 PW84
- 2019 PX84
- 2019 PY84
- 2019 PZ84
- 2019 PA85
- 2019 PB85
- 2019 PC85
- 2019 PD85
- 2019 PE85
- 2019 PF85
- 2019 PG85
- 2019 PH85
- 2019 PJ85
- 2019 PK85
- 2019 PM85
- 2019 PN85
- 2019 PO85
- 2019 PQ85
- 2019 PR85
- 2019 PS85
- 2019 PT85
- 2019 PU85
- 2019 PV85
- 2019 PW85
- 2019 PX85
- 2019 PY85
- 2019 PZ85
- 2019 PA86
- 2019 PB86
- 2019 PC86
- 2019 PD86
- 2019 PE86
- 2019 PF86
- 2019 PG86
- 2019 PH86
- 2019 PJ86
- 2019 PK86
- 2019 PL86
- 2019 PM86
- 2019 PN86
- 2019 PO86
- 2019 PP86
- 2019 PQ86
- 2019 PR86
- 2019 PS86
- 2019 PT86
- 2019 PU86
- 2019 PV86
- 2019 PW86
- 2019 PX86
- 2019 PY86
- 2019 PZ86
- 2019 PA87
- 2019 PB87
- 2019 PC87
- 2019 PD87
- 2019 PE87
- 2019 PF87
- 2019 PG87
- 2019 PH87
- 2019 PJ87
- 2019 PK87
- 2019 PL87
- 2019 PM87
- 2019 PN87
- 2019 PO87
- 2019 PP87
- 2019 PQ87
- 2019 PR87
- 2019 PS87
- 2019 PT87
- 2019 PU87
- 2019 PV87
- 2019 PW87
- 2019 PX87
- 2019 PY87
- 2019 PZ87
- 2019 PA88
- 2019 PB88
- 2019 PC88
- 2019 PD88
- 2019 PE88
- 2019 PF88
- 2019 PG88
- 2019 PJ88
- 2019 PK88
- 2019 PL88
- 2019 PM88
- 2019 PN88
- 2019 PO88
- 2019 PQ88
- 2019 PR88
- 2019 PS88
- 2019 PT88
- 2019 PU88
- 2019 PV88
- 2019 PX88
- 2019 PB89
- 2019 PC89
- 2019 PD89
- 2019 PE89
- 2019 PF89
- 2019 PG89
- 2019 PH89
- 2019 PJ89
- 2019 PK89
- 2019 PL89
- 2019 PM89
- 2019 PN89
- 2019 PO89
- 2019 PP89
- 2019 PQ89
- 2019 PR89
- 2019 PS89
- 2019 PT89
- 2019 PU89
- 2019 PV89
- 2019 PW89
- 2019 PX89
- 2019 PY89
- 2019 PZ89
- 2019 PA90
- 2019 PC90
- 2019 PD90
- 2019 PE90
- 2019 PF90
- 2019 PG90
- 2019 PH90
- 2019 PJ90
- 2019 PK90
- 2019 PL90
- 2019 PM90
- 2019 PN90
- 2019 PO90
- 2019 PP90
- 2019 PQ90
- 2019 PR90
- 2019 PS90
- 2019 PT90
- 2019 PU90
- 2019 PV90
- 2019 PW90
- 2019 PX90
- 2019 PY90
- 2019 PZ90
- 2019 PA91
- 2019 PB91
- 2019 PC91
- 2019 PD91
- 2019 PE91
- 2019 PF91
- 2019 PG91
- 2019 PH91
- 2019 PJ91
- 2019 PK91
- 2019 PL91
- 2019 PM91
- 2019 PN91
- 2019 PO91
- 2019 PP91
- 2019 PQ91
- 2019 PR91
- 2019 PS91
- 2019 PT91
- 2019 PU91
- 2019 PV91
- 2019 PW91
- 2019 PX91
- 2019 PY91
- 2019 PZ91
- 2019 PA92
- 2019 PB92
- 2019 PC92
- 2019 PD92
- 2019 PE92
- 2019 PF92
- 2019 PG92
- 2019 PH92
- 2019 PJ92
- 2019 PK92
- 2019 PL92
- 2019 PM92
- 2019 PN92
- 2019 PO92
- 2019 PP92
- 2019 PQ92
- 2019 PR92
- 2019 PS92
- 2019 PT92
- 2019 PU92
- 2019 PV92
- 2019 PW92
- 2019 PX92
- 2019 PY92
- 2019 PZ92
- 2019 PA93
- 2019 PB93
- 2019 PC93
- 2019 PD93
- 2019 PE93
- 2019 PF93
- 2019 PG93
- 2019 PH93
- 2019 PK93
- 2019 PL93
- 2019 PM93
- 2019 PN93
- 2019 PO93
- 2019 PP93
- 2019 PQ93
- 2019 PR93
- 2019 PS93
- 2019 PT93
- 2019 PU93
- 2019 PV93
- 2019 PW93
- 2019 PX93
- 2019 PY93
- 2019 PZ93
- 2019 PA94
- 2019 PB94
- 2019 PC94
- 2019 PD94
- 2019 PE94
- 2019 PF94
- 2019 PG94
- 2019 PH94
- 2019 PK94
- 2019 PL94
- 2019 PM94
- 2019 PN94
- 2019 PO94
- 2019 PP94
- 2019 PQ94
- 2019 PR94
- 2019 PS94
- 2019 PT94
- 2019 PU94
- 2019 PV94
- 2019 PW94
- 2019 PX94
- 2019 PY94
- 2019 PZ94
- 2019 PA95
- 2019 PC95
- 2019 PD95
- 2019 PE95
- 2019 PF95
- 2019 PG95
- 2019 PH95
- 2019 PJ95
- 2019 PK95
- 2019 PL95
- 2019 PN95
- 2019 PO95
- 2019 PP95
- 2019 PQ95
- 2019 PR95
- 2019 PS95
- 2019 PT95
- 2019 PU95
- 2019 PV95
- 2019 PW95
- 2019 PX95
- 2019 PY95
- 2019 PZ95
- 2019 PA96
- 2019 PB96
- 2019 PC96
- 2019 PD96
- 2019 PE96
- 2019 PF96
- 2019 PG96
- 2019 PH96
- 2019 PJ96
- 2019 PK96
- 2019 PL96
- 2019 PM96
- 2019 PN96
- 2019 PO96
- 2019 PP96
- 2019 PQ96
- 2019 PR96
- 2019 PS96
- 2019 PT96
- 2019 PU96
- 2019 PV96
- 2019 PW96
- 2019 PX96
- 2019 PY96
- 2019 PZ96
- 2019 PA97
- 2019 PB97
- 2019 PC97
- 2019 PE97
- 2019 PF97
- 2019 PG97
- 2019 PH97
- 2019 PJ97
- 2019 PK97
- 2019 PL97
- 2019 PM97
- 2019 PN97
- 2019 PO97
- 2019 PP97
- 2019 PQ97
- 2019 PR97
- 2019 PS97
- 2019 PT97
- 2019 PU97
- 2019 PV97
- 2019 PW97
- 2019 PY97
- 2019 PZ97
- 2019 PA98
- 2019 PB98
- 2019 PC98
- 2019 PD98
- 2019 PE98
- 2019 PF98
- 2019 PG98
- 2019 PH98
- 2019 PJ98
- 2019 PK98
- 2019 PL98
- 2019 PM98
- 2019 PN98
- 2019 PO98
- 2019 PP98
- 2019 PQ98
- 2019 PT98
- 2019 PU98
- 2019 PV98
- 2019 PW98
- 2019 PX98
- 2019 PY98
- 2019 PZ98
- 2019 PA99
- 2019 PB99
- 2019 PC99
- 2019 PD99
- 2019 PE99
- 2019 PF99
- 2019 PG99
- 2019 PH99
- 2019 PJ99
- 2019 PK99
- 2019 PL99
- 2019 PM99
- 2019 PN99
- 2019 PO99
- 2019 PP99
- 2019 PQ99
- 2019 PR99
- 2019 PS99
- 2019 PT99
- 2019 PU99
- 2019 PV99
- 2019 PW99
- 2019 PX99
- 2019 PY99
- 2019 PZ99
- 2019 PA100
- 2019 PB100
- 2019 PC100
- 2019 PD100
- 2019 PE100
- 2019 PF100
- 2019 PG100

### Du 16 au 31 août 2019
- 2019 QD
- 2019 QE
- 2019 QF
- 2019 QG
- 2019 QH
- 2019 QJ
- 2019 QK
- 2019 QL
- 2019 QM
- 2019 QN
- 2019 QO
- 2019 QP
- 2019 QQ
- 2019 QR
- 2019 QS
- 2019 QT
- 2019 QU
- 2019 QV
- 2019 QW
- 2019 QX
- 2019 QY
- 2019 QZ
- 2019 QA1
- 2019 QB1
- 2019 QC1
- 2019 QD1
- 2019 QE1
- 2019 QF1
- 2019 QG1
- 2019 QH1
- 2019 QJ1
- 2019 QK1
- 2019 QL1
- 2019 QM1
- 2019 QN1
- 2019 QO1
- 2019 QP1
- 2019 QQ1
- 2019 QR1
- 2019 QS1
- 2019 QU1
- 2019 QV1
- 2019 QW1
- 2019 QX1
- 2019 QY1
- 2019 QZ1
- A/2019 Q2
- 2019 QA2
- 2019 QB2
- 2019 QC2
- 2019 QD2
- 2019 QE2
- 2019 QF2
- 2019 QG2
- 2019 QH2
- 2019 QL2
- 2019 QN2
- 2019 QP2
- 2019 QQ2
- 2019 QR2
- 2019 QS2
- 2019 QT2
- 2019 QU2
- 2019 QV2
- 2019 QW2
- 2019 QZ2
- 2019 QB3
- 2019 QD3
- 2019 QE3
- 2019 QH3
- 2019 QJ3
- 2019 QL3
- 2019 QM3
- 2019 QN3
- 2019 QO3
- 2019 QP3
- 2019 QQ3
- 2019 QR3
- 2019 QS3
- 2019 QT3
- 2019 QU3
- 2019 QV3
- 2019 QW3
- 2019 QX3
- 2019 QY3
- 2019 QZ3
- 2019 QA4
- 2019 QB4
- 2019 QC4
- 2019 QD4
- 2019 QE4
- 2019 QF4
- 2019 QG4
- 2019 QH4
- 2019 QJ4
- 2019 QK4
- 2019 QL4
- 2019 QM4
- 2019 QN4
- 2019 QO4
- 2019 QP4
- 2019 QQ4
- 2019 QR4
- 2019 QS4
- 2019 QT4
- 2019 QU4
- 2019 QV4
- 2019 QW4
- 2019 QX4
- 2019 QY4
- 2019 QZ4
- 2019 QA5
- 2019 QB5
- 2019 QE5
- 2019 QF5
- 2019 QG5
- 2019 QH5
- 2019 QJ5
- 2019 QK5
- 2019 QL5
- 2019 QM5
- 2019 QN5
- 2019 QO5
- 2019 QP5
- 2019 QR5
- 2019 QS5
- 2019 QT5
- 2019 QU5
- 2019 QV5
- 2019 QX5
- 2019 QY5
- 2019 QA6
- 2019 QB6
- 2019 QC6
- 2019 QD6
- 2019 QF6
- 2019 QG6
- 2019 QH6
- 2019 QJ6
- 2019 QK6
- 2019 QL6
- 2019 QM6
- 2019 QN6
- 2019 QO6
- 2019 QP6
- 2019 QQ6
- 2019 QR6
- 2019 QS6
- 2019 QT6
- 2019 QU6
- 2019 QV6
- 2019 QX6
- 2019 QB7
- 2019 QC7
- 2019 QD7
- 2019 QE7
- 2019 QF7
- 2019 QG7
- 2019 QH7
- 2019 QK7
- 2019 QL7
- 2019 QN7
- 2019 QP7
- 2019 QS7
- 2019 QT7
- 2019 QU7
- 2019 QV7
- 2019 QW7
- 2019 QX7
- 2019 QY7
- 2019 QZ7
- 2019 QA8
- 2019 QC8
- 2019 QD8
- 2019 QE8
- 2019 QF8
- 2019 QJ8
- 2019 QK8
- 2019 QO8
- 2019 QQ8
- 2019 QR8
- 2019 QT8
- 2019 QU8
- 2019 QX8
- 2019 QY8
- 2019 QZ8
- 2019 QB9
- 2019 QC9
- 2019 QD9
- 2019 QE9
- 2019 QF9
- 2019 QH9
- 2019 QJ9
- 2019 QK9
- 2019 QL9
- 2019 QQ9
- 2019 QT9
- 2019 QW9
- 2019 QY9
- 2019 QZ9
- 2019 QA10
- 2019 QB10
- 2019 QC10
- 2019 QE10
- 2019 QF10
- 2019 QG10
- 2019 QH10
- 2019 QJ10
- 2019 QL10
- 2019 QM10
- 2019 QN10
- 2019 QR10
- 2019 QV10
- 2019 QW10
- 2019 QY10
- 2019 QA11
- 2019 QB11
- 2019 QD11
- 2019 QE11
- 2019 QG11
- 2019 QJ11
- 2019 QK11
- 2019 QL11
- 2019 QN11
- 2019 QP11
- 2019 QT11
- 2019 QU11
- 2019 QX11
- 2019 QY11
- 2019 QZ11
- 2019 QC12
- 2019 QE12
- 2019 QF12
- 2019 QH12
- 2019 QJ12
- 2019 QK12
- 2019 QL12
- 2019 QM12
- 2019 QO12
- 2019 QP12
- 2019 QQ12
- 2019 QR12
- 2019 QS12
- 2019 QT12
- 2019 QU12
- 2019 QV12
- 2019 QX12
- 2019 QY12
- 2019 QA13
- 2019 QB13
- 2019 QD13
- 2019 QE13
- 2019 QF13
- 2019 QG13
- 2019 QJ13
- 2019 QK13
- 2019 QL13
- 2019 QM13
- 2019 QO13
- 2019 QP13
- 2019 QR13
- 2019 QS13
- 2019 QT13
- 2019 QW13
- 2019 QX13
- 2019 QZ13
- 2019 QA14
- 2019 QB14
- 2019 QC14
- 2019 QD14
- 2019 QF14
- 2019 QG14
- 2019 QH14
- 2019 QJ14
- 2019 QK14
- 2019 QM14
- 2019 QN14
- 2019 QP14
- 2019 QQ14
- 2019 QS14
- 2019 QT14
- 2019 QW14
- 2019 QX14
- 2019 QY14
- 2019 QB15
- 2019 QC15
- 2019 QD15
- 2019 QE15
- 2019 QF15
- 2019 QG15
- 2019 QH15
- 2019 QJ15
- 2019 QK15
- 2019 QL15
- 2019 QM15
- 2019 QO15
- 2019 QQ15
- 2019 QR15
- 2019 QS15
- 2019 QT15
- 2019 QU15
- 2019 QV15
- 2019 QW15
- 2019 QX15
- 2019 QY15
- 2019 QA16
- 2019 QB16
- 2019 QC16
- 2019 QD16
- 2019 QE16
- 2019 QF16
- 2019 QG16
- 2019 QH16
- 2019 QJ16
- 2019 QK16
- 2019 QL16
- 2019 QM16
- 2019 QN16
- 2019 QO16
- 2019 QP16
- 2019 QQ16
- 2019 QR16
- 2019 QS16
- 2019 QT16
- 2019 QV16
- 2019 QW16
- 2019 QX16
- 2019 QY16
- 2019 QZ16
- 2019 QA17
- 2019 QB17
- 2019 QC17
- 2019 QD17
- 2019 QE17
- 2019 QF17
- 2019 QG17
- 2019 QH17
- 2019 QJ17
- 2019 QK17
- 2019 QL17
- 2019 QM17
- 2019 QN17
- 2019 QQ17
- 2019 QR17
- 2019 QS17
- 2019 QT17
- 2019 QU17
- 2019 QV17
- 2019 QW17
- 2019 QX17
- 2019 QY17
- 2019 QZ17
- 2019 QA18
- 2019 QB18
- 2019 QC18
- 2019 QD18
- 2019 QE18
- 2019 QF18
- 2019 QG18
- 2019 QH18
- 2019 QK18
- 2019 QM18
- 2019 QN18
- 2019 QO18
- 2019 QP18
- 2019 QQ18
- 2019 QR18
- 2019 QS18
- 2019 QT18
- 2019 QU18
- 2019 QV18
- 2019 QX18
- 2019 QY18
- 2019 QZ18
- 2019 QA19
- 2019 QC19
- 2019 QD19
- 2019 QF19
- 2019 QG19
- 2019 QJ19
- 2019 QK19
- 2019 QL19
- 2019 QM19
- 2019 QN19
- 2019 QQ19
- 2019 QR19
- 2019 QS19
- 2019 QT19
- 2019 QU19
- 2019 QV19
- 2019 QW19
- 2019 QX19
- 2019 QY19
- 2019 QZ19
- 2019 QA20
- 2019 QB20
- 2019 QC20
- 2019 QD20
- 2019 QG20
- 2019 QH20
- 2019 QJ20
- 2019 QK20
- 2019 QL20
- 2019 QO20
- 2019 QP20
- 2019 QQ20
- 2019 QS20
- 2019 QT20
- 2019 QU20
- 2019 QV20
- 2019 QX20
- 2019 QY20
- 2019 QZ20
- 2019 QA21
- 2019 QB21
- 2019 QC21
- 2019 QE21
- 2019 QF21
- 2019 QG21
- 2019 QH21
- 2019 QJ21
- 2019 QK21
- 2019 QL21
- 2019 QM21
- 2019 QN21
- 2019 QO21
- 2019 QQ21
- 2019 QR21
- 2019 QS21
- 2019 QT21
- 2019 QU21
- 2019 QV21
- 2019 QX21
- 2019 QY21
- 2019 QZ21
- 2019 QA22
- 2019 QB22
- 2019 QC22
- 2019 QE22
- 2019 QF22
- 2019 QH22
- 2019 QK22
- 2019 QL22
- 2019 QM22
- 2019 QN22
- 2019 QO22
- 2019 QP22
- 2019 QQ22
- 2019 QR22
- 2019 QS22
- 2019 QT22
- 2019 QU22
- 2019 QV22
- 2019 QW22
- 2019 QX22
- 2019 QZ22
- 2019 QA23
- 2019 QB23
- 2019 QC23
- 2019 QD23
- 2019 QE23
- 2019 QF23
- 2019 QG23
- 2019 QH23
- 2019 QJ23
- 2019 QK23
- 2019 QO23
- 2019 QP23
- 2019 QQ23
- 2019 QS23
- 2019 QU23
- 2019 QV23
- 2019 QX23
- 2019 QY23
- 2019 QZ23
- 2019 QA24
- 2019 QC24
- 2019 QD24
- 2019 QE24
- 2019 QF24
- 2019 QG24
- 2019 QH24
- 2019 QJ24
- 2019 QK24
- 2019 QM24
- 2019 QN24
- 2019 QO24
- 2019 QQ24
- 2019 QR24
- 2019 QS24
- 2019 QT24
- 2019 QU24
- 2019 QV24
- 2019 QW24
- 2019 QY24
- 2019 QZ24
- 2019 QA25
- 2019 QB25
- 2019 QC25
- 2019 QD25
- 2019 QE25
- 2019 QF25
- 2019 QH25
- 2019 QJ25
- 2019 QK25
- 2019 QL25
- 2019 QM25
- 2019 QN25
- 2019 QP25
- 2019 QQ25
- 2019 QR25
- 2019 QS25
- 2019 QU25
- 2019 QV25
- 2019 QW25
- 2019 QX25
- 2019 QY25
- 2019 QZ25
- 2019 QA26
- 2019 QC26
- 2019 QD26
- 2019 QE26
- 2019 QF26
- 2019 QG26
- 2019 QH26
- 2019 QJ26
- 2019 QK26
- 2019 QL26
- 2019 QM26
- 2019 QN26
- 2019 QP26
- 2019 QR26
- 2019 QS26
- 2019 QT26
- 2019 QV26
- 2019 QW26
- 2019 QX26
- 2019 QY26
- 2019 QZ26
- 2019 QA27
- 2019 QB27
- 2019 QC27
- 2019 QD27
- 2019 QE27
- 2019 QF27
- 2019 QG27
- 2019 QH27
- 2019 QK27
- 2019 QM27
- 2019 QN27
- 2019 QO27
- 2019 QP27
- 2019 QR27
- 2019 QS27
- 2019 QT27
- 2019 QU27
- 2019 QW27
- 2019 QX27
- 2019 QY27
- 2019 QZ27
- 2019 QA28
- 2019 QB28
- 2019 QC28
- 2019 QD28
- 2019 QE28
- 2019 QF28
- 2019 QG28
- 2019 QH28
- 2019 QJ28
- 2019 QK28
- 2019 QM28
- 2019 QN28
- 2019 QP28
- 2019 QQ28
- 2019 QR28
- 2019 QS28
- 2019 QT28
- 2019 QU28
- 2019 QV28
- 2019 QW28
- 2019 QY28
- 2019 QZ28
- 2019 QA29
- 2019 QB29
- 2019 QC29
- 2019 QD29
- 2019 QE29
- 2019 QF29
- 2019 QH29
- 2019 QJ29
- 2019 QK29
- 2019 QL29
- 2019 QM29
- 2019 QN29
- 2019 QO29
- 2019 QP29
- 2019 QR29
- 2019 QT29
- 2019 QU29
- 2019 QV29
- 2019 QW29
- 2019 QX29
- 2019 QY29
- 2019 QA30
- 2019 QB30
- 2019 QD30
- 2019 QF30
- 2019 QG30
- 2019 QH30
- 2019 QL30
- 2019 QQ30
- 2019 QX30
- 2019 QZ30
- 2019 QB31
- 2019 QC31
- 2019 QF31
- 2019 QH31
- 2019 QJ31
- 2019 QK31
- 2019 QL31
- 2019 QM31
- 2019 QP31
- 2019 QQ31
- 2019 QR31
- 2019 QS31
- 2019 QU31
- 2019 QW31
- 2019 QX31
- 2019 QY31
- 2019 QZ31
- 2019 QA32
- 2019 QC32
- 2019 QD32
- 2019 QE32
- 2019 QF32
- 2019 QG32
- 2019 QJ32
- 2019 QL32
- 2019 QM32
- 2019 QN32
- 2019 QO32
- 2019 QP32
- 2019 QQ32
- 2019 QR32
- 2019 QS32
- 2019 QU32
- 2019 QV32
- 2019 QW32
- 2019 QX32
- 2019 QY32
- 2019 QZ32
- 2019 QB33
- 2019 QC33
- 2019 QE33
- 2019 QF33
- 2019 QH33
- 2019 QJ33
- 2019 QK33
- 2019 QL33
- 2019 QM33
- 2019 QN33
- 2019 QP33
- 2019 QQ33
- 2019 QR33
- 2019 QS33
- 2019 QU33
- 2019 QV33
- 2019 QW33
- 2019 QX33
- 2019 QY33
- 2019 QA34
- 2019 QB34
- 2019 QC34
- 2019 QD34
- 2019 QE34
- 2019 QF34
- 2019 QG34
- 2019 QH34
- 2019 QJ34
- 2019 QK34
- 2019 QL34
- 2019 QM34
- 2019 QO34
- 2019 QP34
- 2019 QQ34
- 2019 QR34
- 2019 QS34
- 2019 QT34
- 2019 QV34
- 2019 QW34
- 2019 QX34
- 2019 QY34
- 2019 QZ34
- 2019 QA35
- 2019 QB35
- 2019 QC35
- 2019 QD35
- 2019 QE35
- 2019 QF35
- 2019 QG35
- 2019 QH35
- 2019 QJ35
- 2019 QK35
- 2019 QN35
- 2019 QO35
- 2019 QP35
- 2019 QQ35
- 2019 QR35
- 2019 QS35
- 2019 QT35
- 2019 QU35
- 2019 QV35
- 2019 QW35
- 2019 QX35
- 2019 QY35
- 2019 QZ35
- 2019 QA36
- 2019 QB36
- 2019 QC36
- 2019 QD36
- 2019 QE36
- 2019 QF36
- 2019 QG36
- 2019 QH36
- 2019 QJ36
- 2019 QK36
- 2019 QL36
- 2019 QN36
- 2019 QO36
- 2019 QP36
- 2019 QQ36
- 2019 QR36
- 2019 QS36
- 2019 QT36
- 2019 QU36
- 2019 QV36
- 2019 QW36
- 2019 QX36
- 2019 QY36
- 2019 QA37
- 2019 QB37
- 2019 QC37
- 2019 QD37
- 2019 QE37
- 2019 QF37
- 2019 QG37
- 2019 QJ37
- 2019 QK37
- 2019 QL37
- 2019 QM37
- 2019 QN37
- 2019 QO37
- 2019 QP37
- 2019 QQ37
- 2019 QR37
- 2019 QS37
- 2019 QT37
- 2019 QU37
- 2019 QV37
- 2019 QW37
- 2019 QX37
- 2019 QY37
- 2019 QZ37
- 2019 QA38
- 2019 QB38
- 2019 QC38
- 2019 QD38
- 2019 QE38
- 2019 QF38
- 2019 QG38
- 2019 QH38
- 2019 QJ38
- 2019 QK38
- 2019 QL38
- 2019 QM38
- 2019 QN38
- 2019 QO38
- 2019 QP38
- 2019 QQ38
- 2019 QR38
- 2019 QS38
- 2019 QT38
- 2019 QU38
- 2019 QV38
- 2019 QW38
- 2019 QX38
- 2019 QY38
- 2019 QZ38
- 2019 QA39
- 2019 QB39
- 2019 QC39
- 2019 QD39
- 2019 QE39
- 2019 QF39
- 2019 QG39
- 2019 QH39
- 2019 QJ39
- 2019 QL39
- 2019 QM39
- 2019 QN39
- 2019 QO39
- 2019 QP39
- 2019 QQ39
- 2019 QR39
- 2019 QS39
- 2019 QT39
- 2019 QU39
- 2019 QV39
- 2019 QW39
- 2019 QX39
- 2019 QY39
- 2019 QZ39
- 2019 QA40
- 2019 QB40
- 2019 QC40
- 2019 QD40
- 2019 QE40
- 2019 QF40
- 2019 QG40
- 2019 QH40
- 2019 QJ40
- 2019 QK40
- 2019 QL40
- 2019 QM40
- 2019 QN40
- 2019 QO40
- 2019 QP40
- 2019 QQ40
- 2019 QR40
- 2019 QV40
- 2019 QW40
- 2019 QX40
- 2019 QY40
- 2019 QZ40
- 2019 QA41
- 2019 QB41
- 2019 QC41
- 2019 QE41
- 2019 QF41
- 2019 QG41
- 2019 QH41
- 2019 QJ41
- 2019 QK41
- 2019 QL41
- 2019 QM41
- 2019 QN41
- 2019 QO41
- 2019 QP41
- 2019 QQ41
- 2019 QR41
- 2019 QS41
- 2019 QT41
- 2019 QU41
- 2019 QV41
- 2019 QW41
- 2019 QX41
- 2019 QY41
- 2019 QZ41
- 2019 QA42
- 2019 QB42
- 2019 QC42
- 2019 QD42
- 2019 QE42
- 2019 QF42
- 2019 QG42
- 2019 QH42
- 2019 QJ42
- 2019 QK42
- 2019 QL42
- 2019 QM42
- 2019 QN42
- 2019 QO42
- 2019 QP42
- 2019 QQ42
- 2019 QR42
- 2019 QS42
- 2019 QT42
- 2019 QU42
- 2019 QV42
- 2019 QW42
- 2019 QX42
- 2019 QY42
- 2019 QZ42
- 2019 QA43
- 2019 QB43
- 2019 QC43
- 2019 QD43
- 2019 QE43
- 2019 QF43
- 2019 QG43
- 2019 QH43
- 2019 QJ43
- 2019 QK43
- 2019 QL43
- 2019 QM43
- 2019 QN43
- 2019 QO43
- 2019 QP43
- 2019 QQ43
- 2019 QR43
- 2019 QS43
- 2019 QT43
- 2019 QU43
- 2019 QV43
- 2019 QW43
- 2019 QX43
- 2019 QY43
- 2019 QZ43
- 2019 QA44
- 2019 QC44
- 2019 QD44
- 2019 QE44
- 2019 QF44
- 2019 QG44
- 2019 QH44
- 2019 QJ44
- 2019 QK44
- 2019 QL44
- 2019 QM44
- 2019 QN44
- 2019 QO44
- 2019 QP44
- 2019 QQ44
- 2019 QS44
- 2019 QT44
- 2019 QU44
- 2019 QV44
- 2019 QW44
- 2019 QY44
- 2019 QZ44
- 2019 QB45
- 2019 QC45
- 2019 QD45
- 2019 QE45
- 2019 QF45
- 2019 QG45
- 2019 QH45
- 2019 QJ45
- 2019 QK45
- 2019 QL45
- 2019 QM45
- 2019 QN45
- 2019 QO45
- 2019 QP45
- 2019 QQ45
- 2019 QR45
- 2019 QS45
- 2019 QT45
- 2019 QU45
- 2019 QV45
- 2019 QW45
- 2019 QZ45
- 2019 QB46
- 2019 QC46
- 2019 QD46
- 2019 QE46
- 2019 QF46
- 2019 QG46
- 2019 QH46
- 2019 QJ46
- 2019 QK46
- 2019 QL46
- 2019 QM46
- 2019 QN46
- 2019 QO46
- 2019 QQ46
- 2019 QR46
- 2019 QS46
- 2019 QT46
- 2019 QU46
- 2019 QV46
- 2019 QW46
- 2019 QX46
- 2019 QZ46
- 2019 QA47
- 2019 QB47
- 2019 QC47
- 2019 QD47
- 2019 QE47
- 2019 QF47
- 2019 QG47
- 2019 QH47
- 2019 QJ47
- 2019 QK47
- 2019 QL47
- 2019 QN47
- 2019 QO47
- 2019 QP47
- 2019 QQ47
- 2019 QR47
- 2019 QS47
- 2019 QT47
- 2019 QV47
- 2019 QW47
- 2019 QX47
- 2019 QA48
- 2019 QB48
- 2019 QC48
- 2019 QD48
- 2019 QE48
- 2019 QF48
- 2019 QG48
- 2019 QH48
- 2019 QJ48
- 2019 QK48
- 2019 QL48
- 2019 QM48
- 2019 QN48
- 2019 QO48
- 2019 QP48
- 2019 QQ48
- 2019 QR48
- 2019 QS48
- 2019 QT48
- 2019 QU48
- 2019 QV48
- 2019 QW48
- 2019 QX48
- 2019 QY48
- 2019 QA49
- 2019 QC49
- 2019 QD49
- 2019 QF49
- 2019 QG49
- 2019 QH49
- 2019 QJ49
- 2019 QK49
- 2019 QL49
- 2019 QM49
- 2019 QN49
- 2019 QO49
- 2019 QP49
- 2019 QQ49
- 2019 QR49
- 2019 QT49
- 2019 QU49
- 2019 QV49
- 2019 QX49
- 2019 QY49
- 2019 QA50
- 2019 QC50
- 2019 QD50
- 2019 QE50
- 2019 QF50
- 2019 QG50
- 2019 QJ50
- 2019 QL50
- 2019 QM50
- 2019 QN50
- 2019 QO50
- 2019 QP50
- 2019 QQ50
- 2019 QR50
- 2019 QS50
- 2019 QT50
- 2019 QU50
- 2019 QV50
- 2019 QW50
- 2019 QX50
- 2019 QY50
- 2019 QZ50
- 2019 QA51
- 2019 QB51
- 2019 QC51
- 2019 QD51
- 2019 QE51
- 2019 QF51
- 2019 QH51
- 2019 QJ51
- 2019 QK51
- 2019 QL51
- 2019 QM51
- 2019 QN51
- 2019 QO51
- 2019 QP51
- 2019 QQ51
- 2019 QR51
- 2019 QS51
- 2019 QT51
- 2019 QU51
- 2019 QV51
- 2019 QW51
- 2019 QX51
- 2019 QY51
- 2019 QZ51
- 2019 QA52
- 2019 QB52
- 2019 QC52
- 2019 QD52
- 2019 QF52
- 2019 QG52
- 2019 QH52
- 2019 QJ52
- 2019 QK52
- 2019 QL52
- 2019 QM52
- 2019 QN52
- 2019 QO52
- 2019 QP52
- 2019 QQ52
- 2019 QR52
- 2019 QS52
- 2019 QT52
- 2019 QU52
- 2019 QW52
- 2019 QX52
- 2019 QY52
- 2019 QZ52
- 2019 QA53
- 2019 QB53
- 2019 QC53
- 2019 QD53
- 2019 QE53
- 2019 QF53
- 2019 QG53
- 2019 QH53
- 2019 QJ53
- 2019 QK53
- 2019 QL53
- 2019 QM53
- 2019 QN53
- 2019 QP53
- 2019 QQ53
- 2019 QR53
- 2019 QS53
- 2019 QT53
- 2019 QU53
- 2019 QV53
- 2019 QW53
- 2019 QX53
- 2019 QY53
- 2019 QZ53
- 2019 QA54
- 2019 QB54
- 2019 QC54
- 2019 QD54
- 2019 QE54
- 2019 QF54
- 2019 QG54
- 2019 QH54
- 2019 QK54
- 2019 QL54
- 2019 QM54
- 2019 QN54
- 2019 QO54
- 2019 QQ54
- 2019 QR54
- 2019 QS54
- 2019 QT54
- 2019 QU54
- 2019 QV54
- 2019 QW54
- 2019 QX54
- 2019 QY54
- 2019 QZ54
- 2019 QA55
- 2019 QB55
- 2019 QD55
- 2019 QE55
- 2019 QF55
- 2019 QG55
- 2019 QH55
- 2019 QJ55
- 2019 QK55
- 2019 QL55
- 2019 QM55
- 2019 QN55
- 2019 QO55
- 2019 QQ55
- 2019 QR55
- 2019 QS55
- 2019 QT55
- 2019 QU55
- 2019 QV55
- 2019 QW55
- 2019 QX55
- 2019 QY55
- 2019 QZ55
- 2019 QA56
- 2019 QB56
- 2019 QC56
- 2019 QD56
- 2019 QE56
- 2019 QF56
- 2019 QG56
- 2019 QH56
- 2019 QJ56
- 2019 QK56
- 2019 QL56
- 2019 QM56
- 2019 QN56
- 2019 QO56
- 2019 QP56
- 2019 QQ56
- 2019 QR56
- 2019 QS56
- 2019 QT56
- 2019 QU56
- 2019 QV56
- 2019 QW56
- 2019 QX56
- 2019 QY56
- 2019 QZ56
- 2019 QA57
- 2019 QB57
- 2019 QC57
- 2019 QD57
- 2019 QE57
- 2019 QF57
- 2019 QG57
- 2019 QH57
- 2019 QJ57
- 2019 QK57
- 2019 QL57
- 2019 QM57
- 2019 QN57
- 2019 QQ57
- 2019 QR57
- 2019 QS57
- 2019 QT57
- 2019 QU57
- 2019 QV57
- 2019 QW57
- 2019 QX57
- 2019 QY57
- 2019 QZ57
- 2019 QA58
- 2019 QB58
- 2019 QC58
- 2019 QD58
- 2019 QE58
- 2019 QF58
- 2019 QG58
- 2019 QH58
- 2019 QJ58
- 2019 QK58
- 2019 QL58
- 2019 QM58
- 2019 QN58
- 2019 QO58
- 2019 QP58
- 2019 QQ58
- 2019 QR58
- 2019 QS58
- 2019 QT58
- 2019 QU58
- 2019 QV58
- 2019 QW58
- 2019 QY58
- 2019 QZ58
- 2019 QA59
- 2019 QB59
- 2019 QC59
- 2019 QD59
- 2019 QE59
- 2019 QF59
- 2019 QG59
- 2019 QH59
- 2019 QJ59
- 2019 QK59
- 2019 QL59
- 2019 QM59
- 2019 QN59
- 2019 QO59
- 2019 QQ59
- 2019 QR59
- 2019 QS59
- 2019 QT59
- 2019 QU59
- 2019 QV59
- 2019 QW59
- 2019 QY59
- 2019 QZ59
- 2019 QA60
- 2019 QB60
- 2019 QC60
- 2019 QD60
- 2019 QE60
- 2019 QF60
- 2019 QG60
- 2019 QH60
- 2019 QJ60
- 2019 QK60
- 2019 QL60
- 2019 QM60
- 2019 QN60
- 2019 QO60
- 2019 QP60
- 2019 QQ60
- 2019 QR60
- 2019 QS60
- 2019 QT60
- 2019 QV60
- 2019 QW60
- 2019 QX60
- 2019 QY60
- 2019 QA61
- 2019 QB61
- 2019 QC61
- 2019 QD61
- 2019 QE61
- 2019 QF61
- 2019 QJ61
- 2019 QK61
- 2019 QL61
- 2019 QM61
- 2019 QN61
- 2019 QO61
- 2019 QQ61
- 2019 QR61
- 2019 QS61
- 2019 QT61
- 2019 QU61
- 2019 QV61
- 2019 QW61
- 2019 QX61
- 2019 QY61
- 2019 QA62
- 2019 QB62
- 2019 QC62
- 2019 QD62
- 2019 QF62
- 2019 QG62
- 2019 QJ62
- 2019 QL62
- 2019 QM62
- 2019 QN62
- 2019 QO62
- 2019 QP62
- 2019 QQ62
- 2019 QR62
- 2019 QS62
- 2019 QT62
- 2019 QU62
- 2019 QV62
- 2019 QW62
- 2019 QX62
- 2019 QY62
- 2019 QZ62
- 2019 QA63
- 2019 QB63
- 2019 QC63
- 2019 QD63
- 2019 QE63
- 2019 QF63
- 2019 QG63
- 2019 QH63
- 2019 QJ63
- 2019 QK63
- 2019 QL63
- 2019 QN63
- 2019 QO63
- 2019 QP63
- 2019 QQ63
- 2019 QR63
- 2019 QT63
- 2019 QU63
- 2019 QV63
- 2019 QW63
- 2019 QX63
- 2019 QY63
- 2019 QZ63
- 2019 QA64
- 2019 QB64
- 2019 QC64
- 2019 QE64
- 2019 QF64
- 2019 QG64
- 2019 QH64
- 2019 QJ64
- 2019 QK64
- 2019 QL64
- 2019 QM64
- 2019 QN64
- 2019 QO64
- 2019 QP64
- 2019 QQ64
- 2019 QR64
- 2019 QS64
- 2019 QT64
- 2019 QU64
- 2019 QV64
- 2019 QW64
- 2019 QX64
- 2019 QY64
- 2019 QZ64
- 2019 QA65
- 2019 QC65
- 2019 QD65
- 2019 QE65
- 2019 QF65
- 2019 QG65
- 2019 QH65
- 2019 QJ65
- 2019 QK65
- 2019 QL65
- 2019 QM65
- 2019 QN65
- 2019 QO65
- 2019 QP65
- 2019 QQ65
- 2019 QR65
- 2019 QS65
- 2019 QT65
- 2019 QU65
- 2019 QV65
- 2019 QW65
- 2019 QX65
- 2019 QY65
- 2019 QZ65
- 2019 QA66
- 2019 QB66
- 2019 QC66
- 2019 QE66
- 2019 QF66
- 2019 QG66
- 2019 QH66
- 2019 QK66
- 2019 QL66
- 2019 QN66
- 2019 QO66
- 2019 QP66
- 2019 QQ66
- 2019 QR66
- 2019 QS66
- 2019 QT66
- 2019 QU66
- 2019 QV66
- 2019 QW66
- 2019 QX66
- 2019 QY66
- 2019 QZ66
- 2019 QA67
- 2019 QB67
- 2019 QC67
- 2019 QD67
- 2019 QE67
- 2019 QF67
- 2019 QG67
- 2019 QH67
- 2019 QJ67
- 2019 QK67
- 2019 QL67
- 2019 QM67
- 2019 QN67
- 2019 QO67
- 2019 QP67
- 2019 QQ67
- 2019 QR67
- 2019 QS67
- 2019 QT67
- 2019 QU67
- 2019 QV67
- 2019 QW67
- 2019 QX67
- 2019 QY67
- 2019 QZ67
- 2019 QA68
- 2019 QB68
- 2019 QC68
- 2019 QD68
- 2019 QE68
- 2019 QF68
- 2019 QG68
- 2019 QH68
- 2019 QJ68
- 2019 QK68
- 2019 QL68
- 2019 QM68
- 2019 QN68
- 2019 QO68
- 2019 QP68
- 2019 QR68
- 2019 QT68
- 2019 QU68
- 2019 QV68
- 2019 QW68
- 2019 QX68
- 2019 QY68
- 2019 QZ68
- 2019 QA69
- 2019 QB69
- 2019 QC69
- 2019 QD69
- 2019 QE69
- 2019 QF69
- 2019 QG69
- 2019 QH69
- 2019 QJ69
- 2019 QK69
- 2019 QL69
- 2019 QM69
- 2019 QN69
- 2019 QO69
- 2019 QP69
- 2019 QQ69
- 2019 QR69
- 2019 QS69
- 2019 QT69
- 2019 QU69
- 2019 QV69
- 2019 QW69
- 2019 QX69
- 2019 QY69
- 2019 QZ69
- 2019 QA70
- 2019 QB70
- 2019 QC70
- 2019 QF70
- 2019 QG70
- 2019 QH70
- 2019 QJ70
- 2019 QK70
- 2019 QL70
- 2019 QM70
- 2019 QN70
- 2019 QO70
- 2019 QP70
- 2019 QQ70
- 2019 QR70
- 2019 QT70
- 2019 QU70
- 2019 QV70
- 2019 QW70
- 2019 QX70
- 2019 QY70
- 2019 QZ70
- 2019 QA71
- 2019 QB71
- 2019 QC71
- 2019 QD71
- 2019 QE71
- 2019 QF71
- 2019 QG71
- 2019 QH71
- 2019 QK71
- 2019 QL71
- 2019 QM71
- 2019 QN71
- 2019 QO71
- 2019 QP71
- 2019 QQ71
- 2019 QR71
- 2019 QS71
- 2019 QT71
- 2019 QU71
- 2019 QV71
- 2019 QW71
- 2019 QX71
- 2019 QY71
- 2019 QZ71
- 2019 QA72
- 2019 QB72
- 2019 QD72
- 2019 QE72
- 2019 QF72
- 2019 QG72
- 2019 QH72
- 2019 QJ72
- 2019 QL72
- 2019 QN72
- 2019 QO72
- 2019 QP72
- 2019 QR72
- 2019 QS72
- 2019 QT72
- 2019 QU72
- 2019 QV72
- 2019 QW72
- 2019 QX72
- 2019 QY72
- 2019 QZ72
- 2019 QA73
- 2019 QB73
- 2019 QC73
- 2019 QD73
- 2019 QE73
- 2019 QF73
- 2019 QG73
- 2019 QH73
- 2019 QJ73
- 2019 QK73
- 2019 QL73
- 2019 QM73
- 2019 QN73
- 2019 QO73
- 2019 QP73
- 2019 QQ73
- 2019 QR73
- 2019 QS73
- 2019 QT73
- 2019 QU73
- 2019 QV73
- 2019 QW73
- 2019 QX73
- 2019 QY73
- 2019 QZ73
- 2019 QB74
- 2019 QC74
- 2019 QD74
- 2019 QE74
- 2019 QF74
- 2019 QG74
- 2019 QH74
- 2019 QJ74
- 2019 QL74
- 2019 QM74
- 2019 QN74
- 2019 QP74
- 2019 QQ74
- 2019 QR74
- 2019 QT74
- 2019 QU74
- 2019 QV74
- 2019 QW74
- 2019 QX74
- 2019 QY74
- 2019 QA75
- 2019 QC75
- 2019 QE75
- 2019 QF75
- 2019 QG75
- 2019 QH75
- 2019 QK75
- 2019 QL75
- 2019 QM75
- 2019 QN75
- 2019 QO75
- 2019 QP75
- 2019 QQ75
- 2019 QR75
- 2019 QS75
- 2019 QT75
- 2019 QU75
- 2019 QV75
- 2019 QW75
- 2019 QX75
- 2019 QY75
- 2019 QZ75
- 2019 QA76
- 2019 QB76
- 2019 QC76
- 2019 QD76
- 2019 QE76
- 2019 QF76
- 2019 QG76
- 2019 QH76
- 2019 QJ76
- 2019 QK76
- 2019 QL76
- 2019 QM76
- 2019 QN76
- 2019 QO76
- 2019 QP76
- 2019 QQ76
- 2019 QR76
- 2019 QS76
- 2019 QT76
- 2019 QU76
- 2019 QV76
- 2019 QW76
- 2019 QX76
- 2019 QY76
- 2019 QA77
- 2019 QB77
- 2019 QC77
- 2019 QE77
- 2019 QH77
- 2019 QJ77
- 2019 QK77
- 2019 QL77
- 2019 QM77
- 2019 QN77
- 2019 QO77
- 2019 QP77
- 2019 QQ77
- 2019 QS77
- 2019 QT77
- 2019 QU77
- 2019 QV77
- 2019 QW77
- 2019 QX77
- 2019 QY77
- 2019 QA78
- 2019 QB78
- 2019 QC78
- 2019 QD78
- 2019 QE78
- 2019 QF78
- 2019 QG78
- 2019 QH78
- 2019 QJ78
- 2019 QK78
- 2019 QL78
- 2019 QM78
- 2019 QN78
- 2019 QQ78
- 2019 QR78
- 2019 QS78
- 2019 QT78
- 2019 QU78
- 2019 QV78
- 2019 QW78
- 2019 QX78
- 2019 QY78
- 2019 QZ78
- 2019 QA79
- 2019 QB79
- 2019 QC79
- 2019 QD79
- 2019 QF79
- 2019 QH79
- 2019 QJ79
- 2019 QK79
- 2019 QM79
- 2019 QN79
- 2019 QP79
- 2019 QQ79
- 2019 QR79
- 2019 QS79
- 2019 QT79
- 2019 QU79
- 2019 QV79
- 2019 QY79
- 2019 QZ79
- 2019 QA80
- 2019 QB80
- 2019 QC80
- 2019 QD80
- 2019 QE80
- 2019 QF80
- 2019 QG80
- 2019 QH80
- 2019 QJ80
- 2019 QK80
- 2019 QL80
- 2019 QM80
- 2019 QN80
- 2019 QO80
- 2019 QP80
- 2019 QQ80
- 2019 QR80
- 2019 QS80
- 2019 QT80
- 2019 QU80
- 2019 QV80
- 2019 QW80
- 2019 QX80
- 2019 QY80
- 2019 QZ80
- 2019 QA81
- 2019 QB81
- 2019 QC81
- 2019 QD81
- 2019 QE81
- 2019 QF81
- 2019 QG81
- 2019 QH81
- 2019 QJ81
- 2019 QK81
- 2019 QL81
- 2019 QM81
- 2019 QN81
- 2019 QO81
- 2019 QP81
- 2019 QQ81
- 2019 QR81
- 2019 QS81
- 2019 QT81
- 2019 QU81
- 2019 QV81
- 2019 QW81
- 2019 QX81
- 2019 QY81
- 2019 QA82
- 2019 QB82
- 2019 QC82
- 2019 QD82
- 2019 QE82
- 2019 QG82
- 2019 QH82
- 2019 QJ82
- 2019 QK82
- 2019 QL82
- 2019 QM82
- 2019 QN82
- 2019 QO82
- 2019 QP82
- 2019 QQ82
- 2019 QR82
- 2019 QS82
- 2019 QT82
- 2019 QU82
- 2019 QV82
- 2019 QW82
- 2019 QX82
- 2019 QY82
- 2019 QZ82
- 2019 QA83
- 2019 QB83
- 2019 QC83
- 2019 QD83
- 2019 QE83
- 2019 QG83
- 2019 QH83
- 2019 QJ83
- 2019 QK83
- 2019 QL83
- 2019 QM83
- 2019 QO83
- 2019 QP83
- 2019 QR83
- 2019 QS83
- 2019 QT83
- 2019 QU83
- 2019 QV83
- 2019 QW83
- 2019 QX83
- 2019 QY83
- 2019 QZ83
- 2019 QA84
- 2019 QB84
- 2019 QC84
- 2019 QD84
- 2019 QE84
- 2019 QF84
- 2019 QG84
- 2019 QH84
- 2019 QJ84
- 2019 QK84
- 2019 QL84
- 2019 QM84
- 2019 QN84
- 2019 QO84
- 2019 QP84
- 2019 QQ84
- 2019 QR84
- 2019 QS84
- 2019 QT84
- 2019 QU84
- 2019 QV84
- 2019 QW84
- 2019 QY84
- 2019 QZ84
- 2019 QA85
- 2019 QB85
- 2019 QC85
- 2019 QD85
- 2019 QE85
- 2019 QF85
- 2019 QG85
- 2019 QH85
- 2019 QJ85
- 2019 QK85
- 2019 QL85
- 2019 QM85
- 2019 QN85
- 2019 QO85
- 2019 QP85
- 2019 QQ85
- 2019 QR85
- 2019 QS85
- 2019 QT85
- 2019 QU85
- 2019 QV85
- 2019 QW85
- 2019 QX85
- 2019 QY85
- 2019 QZ85
- 2019 QA86
- 2019 QB86
- 2019 QC86
- 2019 QD86
- 2019 QE86
- 2019 QF86
- 2019 QG86
- 2019 QH86
- 2019 QJ86
- 2019 QK86
- 2019 QL86
- 2019 QM86
- 2019 QN86
- 2019 QO86
- 2019 QP86
- 2019 QQ86
- 2019 QR86
- 2019 QS86
- 2019 QT86
- 2019 QU86
- 2019 QW86
- 2019 QX86
- 2019 QY86
- 2019 QZ86
- 2019 QA87
- 2019 QB87
- 2019 QC87
- 2019 QD87
- 2019 QE87
- 2019 QG87
- 2019 QH87
- 2019 QJ87
- 2019 QK87
- 2019 QL87
- 2019 QM87
- 2019 QN87
- 2019 QO87
- 2019 QP87
- 2019 QQ87
- 2019 QR87
- 2019 QS87
- 2019 QT87
- 2019 QU87
- 2019 QV87
- 2019 QW87
- 2019 QX87
- 2019 QY87
- 2019 QZ87
- 2019 QA88
- 2019 QB88
- 2019 QC88
- 2019 QD88
- 2019 QE88
- 2019 QF88
- 2019 QG88
- 2019 QH88
- 2019 QJ88
- 2019 QK88
- 2019 QL88
- 2019 QM88
- 2019 QN88
- 2019 QO88
- 2019 QP88
- 2019 QQ88
- 2019 QR88
- 2019 QS88
- 2019 QT88
- 2019 QU88
- 2019 QV88
- 2019 QW88
- 2019 QX88
- 2019 QY88
- 2019 QZ88
- 2019 QA89
- 2019 QB89
- 2019 QC89
- 2019 QD89
- 2019 QE89
- 2019 QF89
- 2019 QG89
- 2019 QH89
- 2019 QJ89
- 2019 QK89
- 2019 QL89
- 2019 QM89
- 2019 QN89
- 2019 QO89
- 2019 QP89
- 2019 QQ89
- 2019 QR89
- 2019 QS89
- 2019 QT89
- 2019 QU89
- 2019 QV89
- 2019 QW89
- 2019 QX89
- 2019 QY89
- 2019 QA90
- 2019 QB90
- 2019 QC90
- 2019 QD90
- 2019 QE90
- 2019 QF90
- 2019 QG90
- 2019 QH90
- 2019 QJ90
- 2019 QK90
- 2019 QL90
- 2019 QM90
- 2019 QN90
- 2019 QO90
- 2019 QP90
- 2019 QQ90
- 2019 QR90
- 2019 QS90
- 2019 QT90
- 2019 QU90
- 2019 QV90
- 2019 QW90
- 2019 QX90
- 2019 QY90
- 2019 QZ90
- 2019 QA91
- 2019 QB91
- 2019 QC91
- 2019 QD91
- 2019 QE91
- 2019 QF91
- 2019 QG91
- 2019 QH91
- 2019 QJ91
- 2019 QK91
- 2019 QL91
- 2019 QN91
- 2019 QO91
- 2019 QP91
- 2019 QQ91
- 2019 QR91
- 2019 QS91
- 2019 QT91
- 2019 QU91
- 2019 QV91
- 2019 QW91
- 2019 QX91
- 2019 QY91
- 2019 QZ91
- 2019 QA92
- 2019 QB92
- 2019 QC92
- 2019 QD92
- 2019 QE92
- 2019 QF92
- 2019 QG92
- 2019 QJ92
- 2019 QK92
- 2019 QL92
- 2019 QM92
- 2019 QN92
- 2019 QO92
- 2019 QP92
- 2019 QQ92
- 2019 QR92
- 2019 QS92
- 2019 QT92
- 2019 QU92
- 2019 QV92
- 2019 QW92
- 2019 QX92
- 2019 QY92
- 2019 QA93
- 2019 QB93
- 2019 QC93
- 2019 QD93
- 2019 QE93
- 2019 QH93
- 2019 QJ93
- 2019 QK93
- 2019 QL93
- 2019 QM93
- 2019 QN93
- 2019 QO93
- 2019 QP93
- 2019 QQ93
- 2019 QR93
- 2019 QS93
- 2019 QT93
- 2019 QU93
- 2019 QV93
- 2019 QW93
- 2019 QX93
- 2019 QY93
- 2019 QZ93
- 2019 QA94
- 2019 QB94
- 2019 QC94
- 2019 QD94
- 2019 QE94
- 2019 QF94
- 2019 QG94
- 2019 QH94
- 2019 QJ94
- 2019 QK94
- 2019 QL94
- 2019 QM94
- 2019 QN94
- 2019 QP94
- 2019 QQ94
- 2019 QR94
- 2019 QS94
- 2019 QT94
- 2019 QU94
- 2019 QV94
- 2019 QW94
- 2019 QX94
- 2019 QY94
- 2019 QZ94
- 2019 QA95
- 2019 QB95
- 2019 QC95
- 2019 QD95
- 2019 QE95
- 2019 QF95
- 2019 QG95
- 2019 QH95
- 2019 QJ95
- 2019 QK95
- 2019 QL95
- 2019 QM95
- 2019 QN95
- 2019 QO95
- 2019 QP95
- 2019 QQ95
- 2019 QR95
- 2019 QS95
- 2019 QT95
- 2019 QU95
- 2019 QV95
- 2019 QW95
- 2019 QX95
- 2019 QY95
- 2019 QZ95
- 2019 QA96
- 2019 QB96
- 2019 QC96
- 2019 QD96
- 2019 QF96
- 2019 QG96
- 2019 QH96
- 2019 QJ96
- 2019 QK96
- 2019 QL96
- 2019 QM96
- 2019 QN96
- 2019 QO96
- 2019 QP96
- 2019 QQ96
- 2019 QR96
- 2019 QS96
- 2019 QT96
- 2019 QU96
- 2019 QV96
- 2019 QW96
- 2019 QX96
- 2019 QZ96
- 2019 QB97
- 2019 QC97
- 2019 QD97
- 2019 QF97
- 2019 QG97
- 2019 QH97
- 2019 QJ97
- 2019 QK97
- 2019 QL97
- 2019 QM97
- 2019 QN97
- 2019 QO97
- 2019 QP97
- 2019 QQ97
- 2019 QR97
- 2019 QS97
- 2019 QT97
- 2019 QU97
- 2019 QV97
- 2019 QW97
- 2019 QX97
- 2019 QY97
- 2019 QZ97
- 2019 QA98
- 2019 QB98
- 2019 QC98
- 2019 QD98
- 2019 QE98
- 2019 QF98
- 2019 QG98
- 2019 QH98
- 2019 QJ98
- 2019 QK98
- 2019 QL98
- 2019 QM98
- 2019 QO98
- 2019 QP98
- 2019 QQ98
- 2019 QR98
- 2019 QS98
- 2019 QT98
- 2019 QU98
- 2019 QV98
- 2019 QW98
- 2019 QX98
- 2019 QY98
- 2019 QZ98
- 2019 QA99
- 2019 QB99
- 2019 QC99
- 2019 QD99
- 2019 QE99
- 2019 QF99
- 2019 QH99
- 2019 QJ99
- 2019 QK99
- 2019 QL99
- 2019 QM99
- 2019 QN99
- 2019 QO99
- 2019 QP99
- 2019 QQ99
- 2019 QR99
- 2019 QS99
- 2019 QT99
- 2019 QU99
- 2019 QV99
- 2019 QW99
- 2019 QX99
- 2019 QY99
- 2019 QZ99
- 2019 QA100
- 2019 QB100
- 2019 QC100
- 2019 QD100
- 2019 QE100
- 2019 QF100
- 2019 QG100
- 2019 QH100
- 2019 QJ100
- 2019 QK100
- 2019 QL100
- 2019 QM100
- 2019 QN100
- 2019 QO100
- 2019 QP100
- 2019 QQ100
- 2019 QR100
- 2019 QS100
- 2019 QT100
- 2019 QU100
- 2019 QV100
- 2019 QW100
- 2019 QX100
- 2019 QY100
- 2019 QZ100
- 2019 QA101
- 2019 QB101
- 2019 QC101
- 2019 QD101
- 2019 QE101
- 2019 QF101
- 2019 QG101
- 2019 QH101
- 2019 QJ101
- 2019 QK101
- 2019 QL101
- 2019 QM101
- 2019 QN101
- 2019 QO101
- 2019 QP101
- 2019 QQ101
- 2019 QR101
- 2019 QS101
- 2019 QT101
- 2019 QU101
- 2019 QV101
- 2019 QW101
- 2019 QX101
- 2019 QY101
- 2019 QZ101
- 2019 QA102
- 2019 QB102
- 2019 QC102
- 2019 QD102
- 2019 QE102
- 2019 QF102
- 2019 QG102
- 2019 QH102
- 2019 QJ102
- 2019 QK102
- 2019 QL102
- 2019 QM102
- 2019 QN102
- 2019 QO102
- 2019 QP102
- 2019 QQ102
- 2019 QR102
- 2019 QS102
- 2019 QT102
- 2019 QU102
- 2019 QV102
- 2019 QW102
- 2019 QX102
- 2019 QY102
- 2019 QZ102
- 2019 QA103
- 2019 QB103
- 2019 QC103
- 2019 QD103
- 2019 QE103
- 2019 QF103
- 2019 QG103
- 2019 QH103
- 2019 QJ103
- 2019 QK103
- 2019 QL103
- 2019 QM103
- 2019 QN103
- 2019 QO103
- 2019 QP103
- 2019 QQ103
- 2019 QR103
- 2019 QS103
- 2019 QT103
- 2019 QU103
- 2019 QV103
- 2019 QW103
- 2019 QX103
- 2019 QY103
- 2019 QZ103
- 2019 QA104
- 2019 QB104
- 2019 QC104
- 2019 QD104
- 2019 QE104
- 2019 QF104
- 2019 QG104
- 2019 QH104
- 2019 QJ104
- 2019 QK104
- 2019 QL104
- 2019 QM104
- 2019 QN104
- 2019 QO104
- 2019 QP104
- 2019 QQ104
- 2019 QR104
- 2019 QS104
- 2019 QT104
- 2019 QU104
- 2019 QV104
- 2019 QW104
- 2019 QX104
- 2019 QY104
- 2019 QZ104
- 2019 QA105
- 2019 QB105
- 2019 QC105
- 2019 QE105
- 2019 QF105
- 2019 QG105
- 2019 QH105
- 2019 QJ105
- 2019 QK105
- 2019 QL105
- 2019 QM105
- 2019 QN105
- 2019 QO105
- 2019 QP105
- 2019 QQ105
- 2019 QR105
- 2019 QS105
- 2019 QT105
- 2019 QU105
- 2019 QV105
- 2019 QW105
- 2019 QX105
- 2019 QY105
- 2019 QZ105
- 2019 QA106
- 2019 QB106
- 2019 QC106
- 2019 QD106
- 2019 QE106
- 2019 QF106
- 2019 QG106
- 2019 QH106
- 2019 QJ106
- 2019 QK106
- 2019 QL106
- 2019 QM106
- 2019 QO106
- 2019 QP106
- 2019 QQ106
- 2019 QR106
- 2019 QS106
- 2019 QT106
- 2019 QU106
- 2019 QV106
- 2019 QW106
- 2019 QX106
- 2019 QY106
- 2019 QZ106
- 2019 QA107
- 2019 QB107
- 2019 QC107
- 2019 QD107
- 2019 QE107
- 2019 QF107
- 2019 QG107
- 2019 QH107
- 2019 QJ107
- 2019 QK107
- 2019 QL107
- 2019 QM107
- 2019 QN107
- 2019 QO107
- 2019 QP107
- 2019 QQ107
- 2019 QR107
- 2019 QS107
- 2019 QT107
- 2019 QU107
- 2019 QV107
- 2019 QW107
- 2019 QX107
- 2019 QY107
- 2019 QZ107
- 2019 QA108
- 2019 QB108
- 2019 QC108
- 2019 QD108
- 2019 QE108
- 2019 QF108
- 2019 QG108
- 2019 QH108
- 2019 QJ108
- 2019 QK108
- 2019 QL108
- 2019 QM108
- 2019 QN108
- 2019 QO108
- 2019 QP108
- 2019 QQ108
- 2019 QR108
- 2019 QS108
- 2019 QT108
- 2019 QU108
- 2019 QV108
- 2019 QW108
- 2019 QX108
- 2019 QY108
- 2019 QZ108
- 2019 QA109
- 2019 QB109
- 2019 QC109
- 2019 QD109
- 2019 QE109
- 2019 QG109
- 2019 QH109
- 2019 QJ109
- 2019 QK109
- 2019 QL109
- 2019 QM109
- 2019 QN109
- 2019 QO109
- 2019 QP109
- 2019 QQ109
- 2019 QR109
- 2019 QS109
- 2019 QT109
- 2019 QU109
- 2019 QV109
- 2019 QX109
- 2019 QY109
- 2019 QZ109
- 2019 QA110
- 2019 QB110
- 2019 QC110
- 2019 QD110
- 2019 QE110
- 2019 QF110
- 2019 QG110
- 2019 QH110
- 2019 QJ110
- 2019 QK110
- 2019 QL110
- 2019 QM110
- 2019 QN110
- 2019 QO110
- 2019 QP110
- 2019 QQ110
- 2019 QR110
- 2019 QS110
- 2019 QT110
- 2019 QU110
- 2019 QV110
- 2019 QW110
- 2019 QX110
- 2019 QY110
- 2019 QZ110
- 2019 QA111
- 2019 QB111
- 2019 QC111
- 2019 QD111
- 2019 QE111
- 2019 QF111
- 2019 QG111
- 2019 QH111
- 2019 QJ111
- 2019 QK111
- 2019 QL111
- 2019 QM111
- 2019 QN111
- 2019 QO111
- 2019 QP111
- 2019 QQ111
- 2019 QR111
- 2019 QS111
- 2019 QT111
- 2019 QU111
- 2019 QV111
- 2019 QW111
- 2019 QX111
- 2019 QY111
- 2019 QZ111
- 2019 QA112
- 2019 QB112
- 2019 QC112
- 2019 QD112
- 2019 QE112
- 2019 QF112
- 2019 QG112
- 2019 QH112
- 2019 QJ112
- 2019 QK112
- 2019 QL112
- 2019 QM112
- 2019 QN112
- 2019 QO112
- 2019 QP112
- 2019 QQ112
- 2019 QR112
- 2019 QS112
- 2019 QT112
- 2019 QU112
- 2019 QV112
- 2019 QW112
- 2019 QX112
- 2019 QY112
- 2019 QZ112
- 2019 QA113
- 2019 QB113
- 2019 QC113
- 2019 QD113
- 2019 QE113
- 2019 QF113
- 2019 QG113
- 2019 QH113
- 2019 QJ113
- 2019 QK113
- 2019 QL113
- 2019 QM113
- 2019 QN113
- 2019 QO113
- 2019 QP113
- 2019 QQ113
- 2019 QS113
- 2019 QT113
- 2019 QU113
- 2019 QV113
- 2019 QW113
- 2019 QX113
- 2019 QY113
- 2019 QZ113
- 2019 QA114
- 2019 QB114
- 2019 QC114
- 2019 QD114
- 2019 QE114
- 2019 QF114
- 2019 QG114
- 2019 QH114
- 2019 QJ114
- 2019 QK114
- 2019 QL114
- 2019 QM114
- 2019 QN114
- 2019 QO114
- 2019 QP114
- 2019 QQ114
- 2019 QR114
- 2019 QS114
- 2019 QT114
- 2019 QU114
- 2019 QV114
- 2019 QW114
- 2019 QX114
- 2019 QY114
- 2019 QZ114
- 2019 QA115
- 2019 QB115
- 2019 QC115
- 2019 QD115
- 2019 QE115
- 2019 QF115
- 2019 QG115
- 2019 QH115
- 2019 QJ115
- 2019 QN115
- 2019 QO115
- 2019 QP115
- 2019 QQ115
- 2019 QR115
- 2019 QS115
- 2019 QU115
- 2019 QV115
- 2019 QW115
- 2019 QX115
- 2019 QY115
- 2019 QZ115
- 2019 QA116
- 2019 QB116
- 2019 QC116
- 2019 QD116
- 2019 QE116
- 2019 QF116
- 2019 QG116
- 2019 QH116
- 2019 QJ116
- 2019 QK116
- 2019 QL116
- 2019 QM116
- 2019 QN116
- 2019 QO116
- 2019 QP116
- 2019 QQ116
- 2019 QR116
- 2019 QS116
- 2019 QT116
- 2019 QU116
- 2019 QV116
- 2019 QW116
- 2019 QX116
- 2019 QY116
- 2019 QZ116
- 2019 QA117
- 2019 QB117
- 2019 QC117
- 2019 QD117
- 2019 QE117
- 2019 QF117
- 2019 QG117
- 2019 QH117
- 2019 QJ117
- 2019 QK117
- 2019 QL117
- 2019 QM117
- 2019 QN117
- 2019 QO117
- 2019 QP117
- 2019 QQ117
- 2019 QR117
- 2019 QS117
- 2019 QT117
- 2019 QU117
- 2019 QV117
- 2019 QW117
- 2019 QX117
- 2019 QY117
- 2019 QZ117
- 2019 QA118
- 2019 QB118
- 2019 QC118
- 2019 QD118
- 2019 QE118
- 2019 QF118
- 2019 QG118
- 2019 QH118
- 2019 QJ118
- 2019 QK118
- 2019 QL118
- 2019 QM118
- 2019 QN118
- 2019 QO118
- 2019 QP118
- 2019 QQ118
- 2019 QR118
- 2019 QS118
- 2019 QT118
- 2019 QU118
- 2019 QV118
- 2019 QW118
- 2019 QX118
- 2019 QY118
- 2019 QZ118
- 2019 QA119
- 2019 QB119
- 2019 QC119
- 2019 QD119
- 2019 QE119
- 2019 QF119
- 2019 QG119
- 2019 QH119
- 2019 QJ119
- 2019 QK119
- 2019 QL119
- 2019 QM119
- 2019 QN119
- 2019 QO119
- 2019 QP119
- 2019 QQ119
- 2019 QR119
- 2019 QS119
- 2019 QT119
- 2019 QU119
- 2019 QV119
- 2019 QW119
- 2019 QX119
- 2019 QZ119
- 2019 QA120
- 2019 QB120
- 2019 QC120
- 2019 QD120
- 2019 QE120
- 2019 QF120
- 2019 QG120
- 2019 QH120
- 2019 QJ120
- 2019 QK120
- 2019 QL120
- 2019 QM120
- 2019 QN120
- 2019 QO120
- 2019 QP120
- 2019 QQ120
- 2019 QR120
- 2019 QS120
- 2019 QT120
- 2019 QU120
- 2019 QV120
- 2019 QW120
- 2019 QX120
- 2019 QY120
- 2019 QZ120
- 2019 QA121
- 2019 QB121
- 2019 QC121
- 2019 QD121
- 2019 QE121
- 2019 QF121
- 2019 QG121
- 2019 QH121
- 2019 QJ121
- 2019 QK121
- 2019 QL121
- 2019 QM121
- 2019 QN121
- 2019 QO121
- 2019 QP121
- 2019 QQ121
- 2019 QR121
- 2019 QS121
- 2019 QT121
- 2019 QU121
- 2019 QV121
- 2019 QW121
- 2019 QX121
- 2019 QY121
- 2019 QZ121
- 2019 QA122
- 2019 QB122
- 2019 QC122
- 2019 QD122
- 2019 QE122
- 2019 QF122
- 2019 QG122
- 2019 QH122
- 2019 QJ122
- 2019 QK122
- 2019 QL122
- 2019 QM122
- 2019 QN122
- 2019 QO122
- 2019 QP122
- 2019 QR122
- 2019 QS122
- 2019 QT122
- 2019 QU122
- 2019 QV122
- 2019 QW122
- 2019 QX122
- 2019 QY122
- 2019 QZ122
- 2019 QA123
- 2019 QB123
- 2019 QC123
- 2019 QD123
- 2019 QE123
- 2019 QF123
- 2019 QG123
- 2019 QH123
- 2019 QJ123
- 2019 QK123
- 2019 QL123
- 2019 QM123
- 2019 QN123
- 2019 QO123
- 2019 QP123
- 2019 QQ123
- 2019 QR123
- 2019 QS123
- 2019 QT123
- 2019 QU123
- 2019 QV123
- 2019 QW123
- 2019 QX123
- 2019 QY123
- 2019 QZ123
- 2019 QA124
- 2019 QB124
- 2019 QC124
- 2019 QE124
- 2019 QF124
- 2019 QH124
- 2019 QJ124
- 2019 QK124
- 2019 QL124
- 2019 QM124
- 2019 QN124
- 2019 QO124
- 2019 QP124
- 2019 QQ124
- 2019 QR124
- 2019 QS124
- 2019 QT124
- 2019 QU124
- 2019 QV124
- 2019 QW124
- 2019 QX124
- 2019 QY124
- 2019 QZ124
- 2019 QA125
- 2019 QB125
- 2019 QC125
- 2019 QD125
- 2019 QE125
- 2019 QF125
- 2019 QG125
- 2019 QH125
- 2019 QJ125
- 2019 QK125
- 2019 QL125
- 2019 QM125
- 2019 QN125
- 2019 QP125
- 2019 QQ125
- 2019 QR125
- 2019 QS125
- 2019 QT125
- 2019 QU125
- 2019 QV125
- 2019 QW125
- 2019 QX125
- 2019 QY125
- 2019 QZ125
- 2019 QA126
- 2019 QB126
- 2019 QC126
- 2019 QD126
- 2019 QE126
- 2019 QF126
- 2019 QG126
- 2019 QH126
- 2019 QJ126
- 2019 QK126
- 2019 QL126
- 2019 QN126
- 2019 QO126
- 2019 QP126
- 2019 QQ126
- 2019 QR126
- 2019 QS126
- 2019 QT126
- 2019 QU126
- 2019 QV126
- 2019 QW126
- 2019 QX126
- 2019 QY126
- 2019 QZ126
- 2019 QA127
- 2019 QB127
- 2019 QC127
- 2019 QD127
- 2019 QE127
- 2019 QF127
- 2019 QG127
- 2019 QH127
- 2019 QJ127
- 2019 QK127
- 2019 QL127
- 2019 QM127
- 2019 QN127
- 2019 QO127
- 2019 QP127
- 2019 QQ127
- 2019 QR127
- 2019 QS127
- 2019 QT127
- 2019 QU127
- 2019 QV127
- 2019 QW127
- 2019 QX127
- 2019 QY127
- 2019 QZ127
- 2019 QA128
- 2019 QB128
- 2019 QC128
- 2019 QD128
- 2019 QE128
- 2019 QF128
- 2019 QG128